# Storia della letteratura abruzzese

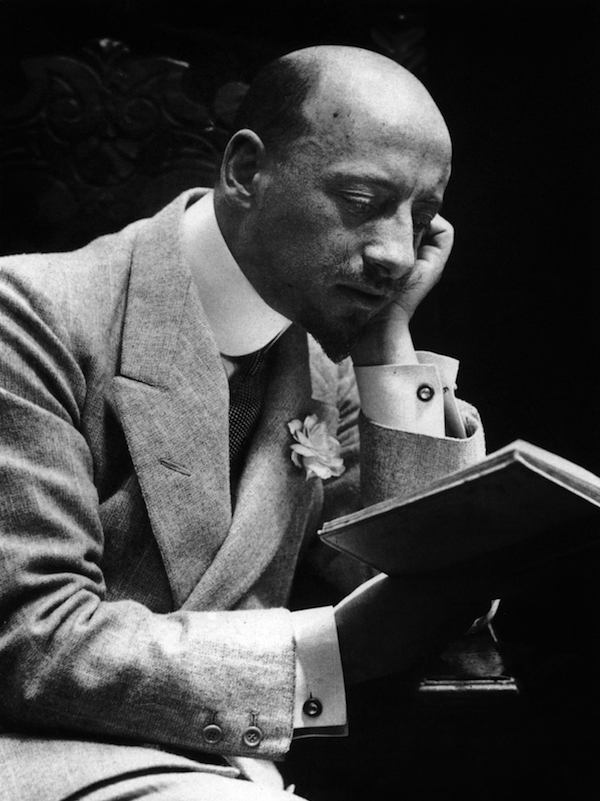
Foto di Gabriele d'Annunzio, 1904

La pagina illustra la storia della letteratura in Abruzzo, dalle origini sino a oggi.

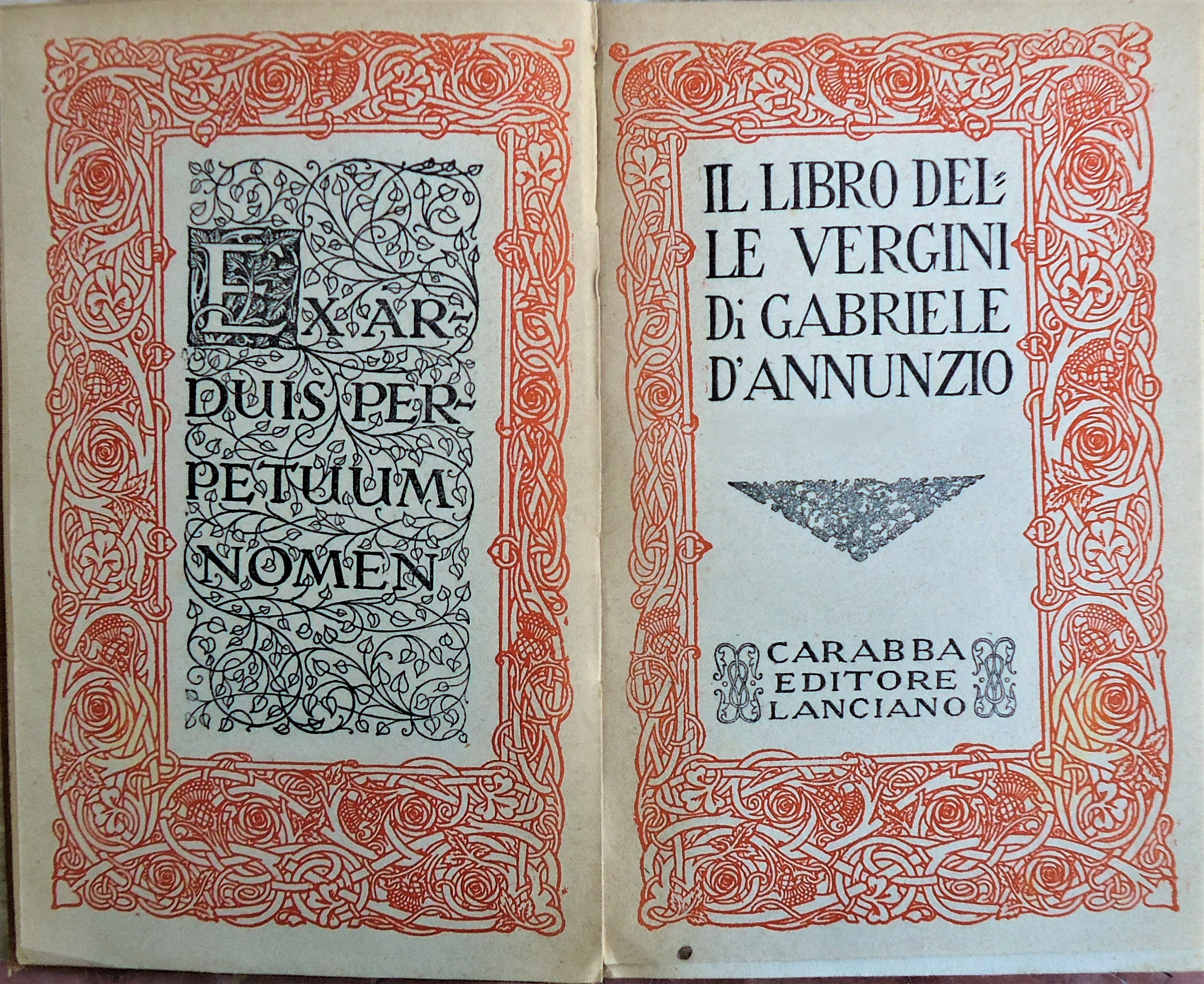
Frontespizio de Il libro delle vergini (1884) di Gabriele D'Annunzio, in una ristampa della casa editrice "Rocco Carabba" di Lanciano (CH), 1917

## Storia e periodi letterari
Non si hanno molte testimonianze di letteratura italica, se non alcuni graffiti rupestri e dediche in vasi e coppe, conservate nei vari musei archeologici regionali, tra cui il museo archeologico nazionale di Chieti.
Tra le più interessanti si ricorda l'iscrizione commemorativa in dialetto osco piceno del guerriero di Capestrano, in cui si conosce il nome del sovrano Nevio Pompuledio, dedicatario del monumento.
Altre iscrizioni sono quelle del calendario liturgico di Amiternum (L'Aquila), ma specialmente la preghiera alle Divinità dei Marrucini nella "Tabula Rapinensis", rinvenuta nei dintorni di Touta Marouca, sito archeologico di Rapino (CH).

## Citazioni romane
(Ovidio, Tristia, libro IV)

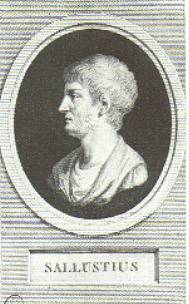
Sallustio, storico romano

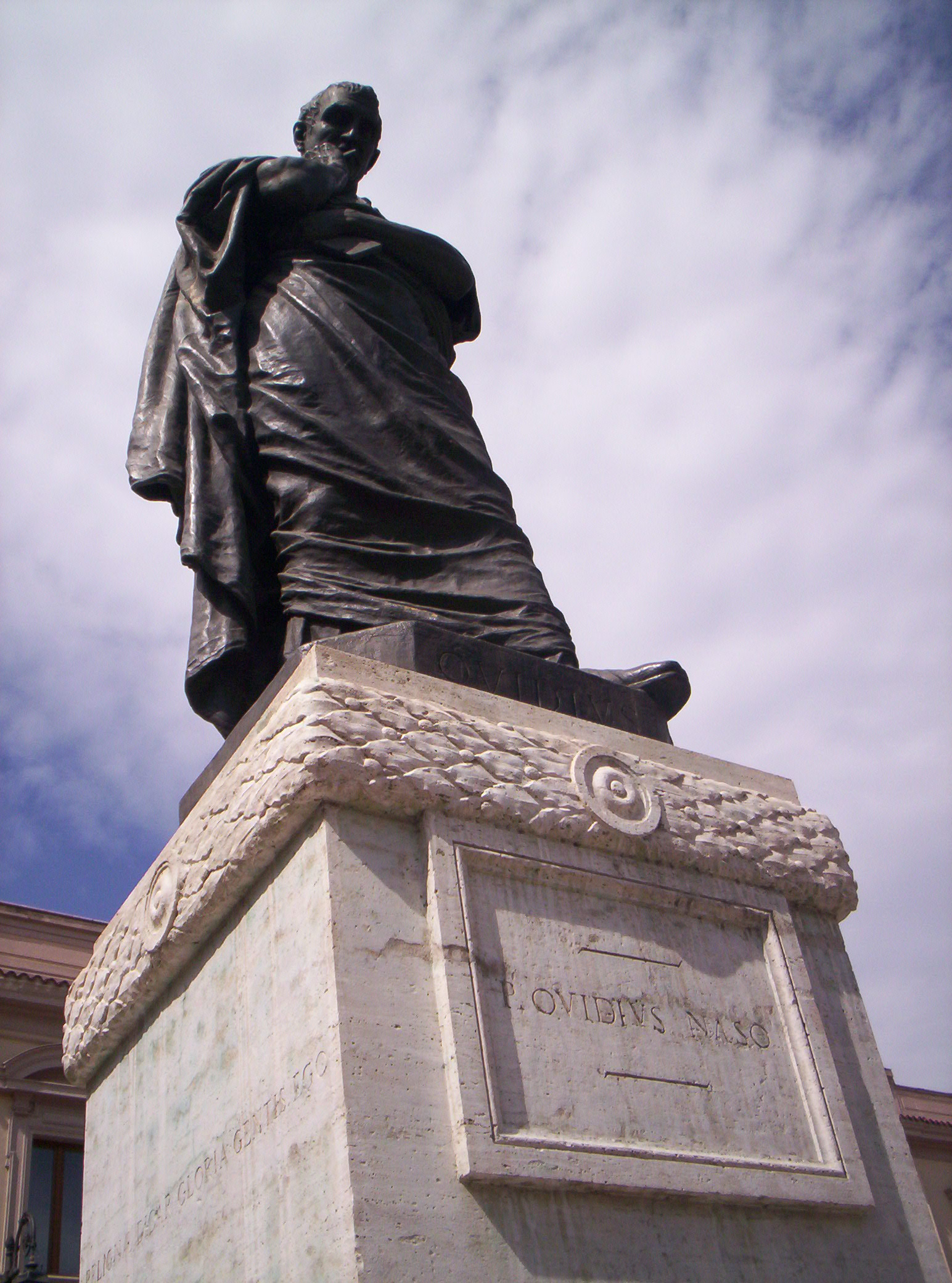
Statua di Ovidio a Sulmona

La letteratura abruzzese incomincia con Gaio Sallustio Crispo e Publio Ovidio Nasone, il primo di Amiternum (L'Aquila), il secondo di Sulmona. Il primo è uno degli storiografi più noti dell'età repubblicana romana, autore del De coniuratione Catilinae, del Bellum Iugurthinum e delle Historiae, e a differenza di Ovidio non si trovano cenni nelle opere sulla sua terra. Il periodo inoltre in cui furono scritte le opere di Sallustio fu un'epoca di grande trasformazione della Repubblica romana, viste le continue lotte civili dopo la dittatura di Silla, e i vari tentativi di Catilina di entrare con la forza in senato, osteggiato da Cicerone, che difendeva la virtù del mos maiorum, e la corruzione del senato romano, colpevolmente in ritardo nel suo intervento durante la guerra contro Giugurta in Numidia. Ovidio invece, in un celebre verso dei Tristia, parla di Sulmona, ma anche negli Amores, tanto che sono state alimentate delle leggende sulla sua giovinezza nella città Peligna, ed esiste la località Fonte d'Amore, dove Ovidio avrebbe incontrato l'amante Marane.
Alla descrizione rievocativa di Sulmona, dell'Abruzzo si fanno menzioni nelle opere storiografiche come Ab Urbe condita libri di Tito Livio, la Storia romana di Velleio Patercolo, Strabone e i testi di Ammiano Marcellino. Nell'epoca imperiale a Chieti nacque Asinio Pollione, nipote del guerriero Asinio Herio, che fu il mecenate dell'Urbe voluto da Augusto nel vasto programma culturale che vide protagonisti Virgilio, Orazio, Properzio e Ovidio.
Presso Histonium (Vasto) abbiamo la figura di Lucio Valerio Pudente, un poeta del I secolo d.C., nato nel 93, incoronato a Roma poeta a soli 13 anni con la corona d'alloro. Purtroppo di Pudente non si è conservata alcuna sua opera poetica, se non una diretta testimonianza di una lapide di statua a lui dedicata, che testimonia la sua fortuna in vita come poeta e politico, conservata nel Palazzo d'Avalos nella sezione museale archeologica.

## Letteratura medievale

### Le Cronache
Nel periodo medievale riprende l'attività abruzzese letteraria, anche se ebbe bisogno di molti secoli per sviluppare una piena coscienza e suddivisione in sottocategorie, come la poesia, il trattato, il saggio. Infatti il primo documento ufficiale di cui si ha menzione è il Chronicon Casauriense dell'abbazia di San Clemente a Casauria, che si trova nel paese di Castiglione a Casauria, stilato nel XII secolo dal monaco Giovanni di Berardo, che narra le vicende storiche del monastero, dalla fondazione nell '872 sino al periodo normanno di Ugo Malmozzetto, e alla rifioritura del monastero con l'abate Leonate dopo l'invasione dei Normanni. Dell'VIII-IX secolo sono una serie di vite agiografiche dei principali santi abruzzesi, come Vittorino di Amiterno, Sant'Equizio, San Massimo d'Aveia, Santa Caterina e Santa Giusta di Bazzano. Si tratta delle prime composizioni in volgare, visto che la Cronaca di Casauria è in latino, come altri resoconti minori delle abbazie di Santo Stefano in Rivomaris (Casalbordino) e di San Bartolomeo di Carpineto della Nora.

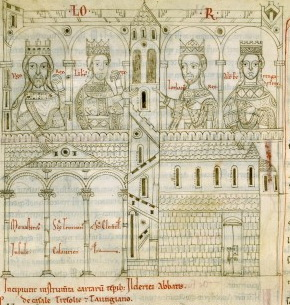
Pagina dal Chronicon Casauriense (Badia di San Clemente a Casauria)

Ai primi atti notarili, stilati come si è visto nei monasteri e nelle cattedrali, dato che il potere temporale in determinate aree era gestito da questi, e prima ancora dai cenobi di Montecassino e Farfa, seguirono i primi documenti in volgare.
- Chronicon Casauriense[3] si tratta del principale documento di riferimento per conoscere la storia dell'abbazia. Fu redatto da varie persone, tra cui il monaco Giovanni Berardo, continuato da Rustico, con dedica all'abate Leonate, compilato tra il XII e il XIII secolo[4]. La cronica abbraccia gli anni 866-1182, contenente oltre al resoconto storico la trascrizione di importanti documenti di privilegi e concessioni imperiali e papali inerenti al monastero. La cronaca si arresta alla morte del re Guglielmo II nel 1182, anno di inizio della decadenza del monastero. La parte più interessante è la sezione degli anni 1115-1182, compilata dal monaco Rustico, in cui si parla dei soprusi verso le terre dell'abbazia da parte dei Cinti di Manoppello, di stirpe normanna, come Ugo Malmozzetto. La copia originale è conservata nella Biblioteca Nazionale a Parigi, ma è stata digitalizzata per la consultazione online, mentre un'altra copia cartacea è consultabile sia nell'abbazia, sia nel Museo dell'Abbazia presso San Salvo (CH).
Il Chronicon si dimostra un testo storico interessante per la storia dell'abbazia e dell'Abruzzo medievale, perché vi sono riportati vari documenti papali e privilegi di sovrani e baroni, la scrittura è in minuscola carolina del XII secolo.
- Chronicon di Santo Stefano in Rivomaris: proviene dall'abbazia di Santo Stefano in Rivomaris sulla costa di Casalbordino, oggi ridotta a ruderi. Il titolo originale è Chronicon rerum memorabilium Monasterii Sancti Stephani Protomartyris ad Rivum Maris, la trattazione va dall'anno 842 al 1185, fu scritta da più persone, tra cui il monaco Rolando. Studiata dallo storico della vicina Fossacesia Pietro Pollidori nel XVIII secolo e presente nel III libro delle sue Antiquitates Frentanorum opera manoscritta[5], dovette subire manomissioni, data la fama di falsario che aveva tale storico. La Cronaca si distingue anche per il valore letterario, contenendo un componimento poetico di Berardo, il carme Plangite Saricolae, Vastanae plangite gentes, un lamento tipico della letteratura cristiana di tradizione bizantina, stando l'abbazia sulle coste dell'Adriatico, che fa riferimento all'assedio della costa vastese da Enrico VI. Santo Stefano in Rivomaris subirà vari assedi, già dal XIII secolo il cenobio benedettino era in decadenza, e verrà unito a quello cistercense di Santa Maria Arabona di Manoppello.
- Statuti di San Giovanni in Venere: risalgono al XIII secolo, voluti dall'abate Oderisio che fece ricostruire l'abbazia in stile romanico, trascritti dal Pollidori nelle sue "Antiquitates Frentanborum", per cui anche qui si sospetta la falsificazione; tuttavia il testo si discosta dall'argomento storico delle cronache, in quanto è solo un dettame delle regole da rispettare da parte dei monaci nel cenobio.
- Cartulario di San Giovanni a Scorzone: detto anche "teramano", conservato nell'Archivio della Cattedrale di Teramo[6], è una carta di donazioni dei vescovi di Teramo dall'862 al 1154, tra questi figura il monastero di San Giovanni in contrada Scorzone, possedimento delle monache benedettine, che poi nel XVI secolo si trasferirà dentro le mura della città. Fu studiato anche dall'Antinori, dal canonico Niccola Palma per i suoi tomi della Storia ecclesiastica e civile della Regione più settentrionale del Regno di Napoli chiamata "Aprutium"; e di recente dal Savini che ne realizzò l'edizione critica. Nel cartulario teramano già si hanno i primi esempi di evoluzione della lingua latina in italiano volgare.

Altre due cronache di interesse sono il Chronicon dell'abbazia di San Bartolomeo a Carpineto della Nora (PE), redatta nel XIII secolo dal monaco Alessandro, e il Chronicon dell'abbazia di Santa Maria di Casanova, la prima in Abruzzo eretta nei primi anni del Duecento dai Cistercensi, cronaca studiata anche da Ferdinando Ughelli nella sua "Italia sacra", e recentemente e in maniera più approfondita da Francesco Savini.

## Opere in volgare e Laudari
A differenza dell'uso del latino, misto al volgare soprattutto a partire dal XIII secolo, per la compilazione di opere di storia come le Cronache, le opere destinate alla lettura pubblica o alla rappresentazione scenica, iniziarono a essere composte in volgare. La letteratura popolare non poteva che essere a carattere religioso.
Un manoscritto di Celestino V, il Parvus libellus (1294), contiene preghiere in volgare e proverbi e detti di Santi, di Cristo, e di Maria, usati a scopo educativo e ammonitorio. Si tratta di brevi componimenti con metro a doppio quinario. Il genere è quello dei Proverbi di Salomone di Gherardo Patecchio, e di quelli di Giacomino da Verona e Bonvesin de la Riva.
In seguito a queste prime rudimentali forme poetiche, dove si creava un legame tra preghiera religiosa e forma metrica, all'Aquila, già nel 1266, con la fondazione della Confraternita della Pietà, vennero create le prime scuole di copiatura dei testi, e vennero composti dei Laudarii in volgare. Tale fenomeno prese ispirazione dalle scuole dell'Umbria e della Toscana, dove le preghiere ai santi sono scritte in forme metrica e accompagnate dal canto e della musica. Tra questi componimenti in volgare, dove si evidenziano già i primi tratti dell'attuale dialetto aquilano, c'è il Detto dell'Inferno, in cui in forma dialogica un defunto a un vivo spiega i tormenti dell'Aldilà, e il seguente invito ad abbandonare i piaceri terreni. Si tratta di testi a struttura dialogica, usati per la lettura, e anche la recitazione in pubblico, da cui la prima forma embrionale di teatro abruzzese, benché in questo contesto non vi sia nulla di particolarmente originale, dacché anche in altre aree dell'Italia e dell'Europa circolavano tali componimenti.
Dato che questi testi erano recitati da giullari in piazza, o cantati da monaci e confratelli nelle chiese, si può parlare di una prima forma di teatro medievale, che si sviluppò non solo in Abruzzo, ma in tutta Italia; le origini del teatro abruzzese nel Medioevo sono state studiate da Vincenzo De Bartholomaeis in primis, e poi da Ernesto Giammarco. Questi testi sono composti da parti recitate e cantate, con specifiche didascalie e indicazioni di allestimento scenico e del ruolo dei personaggi e degli interpreti, quasi fossero dei copioni scenici; il più antico in Abruzzo, giunto in compiuto, è una Passione (l' "Officium quarti militis", dal nome dei quattro soldati romani che vanno al Sepolcro di Cristo e assistono al miracolo) ispirata a una più antica dell'abbazia di Montecassino, rinvenuta nell'archivio della Cattedrale di Sulmona.
Questi testi erano composti in base alle principali ricorrenze religiose, il Natale, la Settimana Santa e la Pasqua, il giorno di Ognissanti, la Quaresima ecc... ma erano predilette anche le vite dei santi, come si vedrà con la Legenda de Sancti Tomasci (La leggenda di San Tommaso d'Aquino) della Confraternita dei Disciplinati all'Aquila. Proprio la presenza nelle città maggiori italiane di queste confraternite religiose, favorirà lo sviluppo di testi che lentamente iniziarono a discostarsi per originalità dei classici Laudari, che erano ben strutturati in momenti scenici: rappresentazione delle figure, il narratore che spiega, il lamento della vergine Maria che va in cerca del figlio rapito dai Romani (per fare esempio il ciclo della Passione), il compianto e il lamento finale con appello e benedizione finale al pubblico.
La città dell'Aquila (prima chiamata solo Aquila), fondata nel 1254 e poi di nuovo nel 1266 da Carlo I d'Angiò, si affermò immediatamente come centro economico fiorente al centro dell'Italia, posta lungo la via degli Abruzzi per il passaggio delle merci e delle carovane dalla Toscana e dall'Umbria per arrivare a Roma o a Napoli. Divenuta dunque una stazione commerciale obbligatoria, ci furono scambi anche culturali per quanto riguardava non solo la letteratura, ma anche l'architettura, la scultura, la pittura, l'intaglio del legno, ecc...
Oltre al Detto dell'Inferno (o "Contrasto del morto e del vivo") citato, di anonimo, scritto nel XIV secolo da un giullare che non doveva non conoscere la Divina Commedia di Dante per alcuni riferimenti stilistici, in particolare nella descrizione delle zone dell'Inferno e della mostruosità di Lucifero, o anche il De Babilonia citate infernali di Giacomino da Verona, vanno annoverate i testi della Compagnia dei Disciplinati, che a detta di De Barholomaies, tale Detto sarebbe stato uno dei prodotti usciti da tale compagnia, che fece suoi i mezzi schiatti del linguaggio dialettale aquilano.
Questi spettacoli dunque recitati nelle piazze, davanti alle chiese, o nelle chiese stesse per le cerimonie religiose, venivano composti anche a carattere paideutico per la popolazione, gli argomenti venivano selezionati e riformulati e riadattati alla convenzione del popolo, subito il testo nel linguaggio parlato, dunque il dialetto stesso, con alcune forme di litanie latine, doveva essere compreso dagli spettatori. Nel XV secolo il ciclo di queste rappresentazioni ebbe un notevole sviluppo con l'arrivo all'Aquila dei Frati Minori Osservanti, rappresentati da San Bernardino da Siena e San Giovanni da Capestrano, che fondarono dei monasteri, e istituirono la maniera della predicazione, soprattutto nelle chiese, in cui durante la predica, c'erano momenti recitativi, ossia detti a voce, e altri rappresentati con la musica e la messa in scena di parti dell'Antico e Nuovo Testamento, il cui tema era contenuto nell'argomento della predica.
In questo contesto si inserisce la monumentale rappresentazione della Legenda de Sancti Tomasci della compagnia dei Disciplinati dell'ordine di San Domenico all'Aquila, che rappresenta l'opera maggiore di questo ciclo di rappresentazioni aquilane, incentrata sulla vita di San Tommaso d'Aquino, ispirata alla biografia dell'abruzzese Guglielmo di Tocco. La vicenda rappresentata è molto complessa, vi sono dozzine di personaggi e interpreti, anche i luoghi scenici cambiano, da Parigi a Napoli, a Roma; l'opera fu composta in endecasillabi sciolti per le parti dialogate, e in strofe miste per le parti cantate, a coppia.

## L'avvio della storiografia con Buccio di Ranallo
La svolta, sempre all'Aquila, avvenne con lo storico Buccio di Ranallo, che alla maniera degli antichi poeti romani, scrisse un poema epico-storico della storia della città, dalla fondazione fino al 1363, anno della sua morte. Si tratta della Cronaca rimata (testo dell'edizione De Bartholomaeis), che compone il vasto corpus delle Cronache aquilane (dal XIII secolo sino al XVIII), dove in sonetti sono narrate le vicende, più con compiacimento per il particolare e per gli eventi criptici e inusuali (i cosiddetti excursus), alla maniera di Erodoto, che con rigore storico imparziale, tanto che lo stesso Buccio interviene con opinioni personali, descrivendo inoltre i momenti di euforia per l'elezione di Celestino V o di grande sconforto per i terremoti, come quello del 1349, con evidenti escamotage volti a provocare stupore e pathos.
Certo è comunque da stabilire che con Buccio di Ranallo nasce la letteratura abruzzese vera e propria, e la storiografia aquilana, dopo la sua morte, venne proseguita da Nicola da Borbona, che scrisse un libello sulla guerra di Braccio da Montone (1424) e Antonio di Buccio, che narrò le vicende della città dal 1363 al 1381.

(Buccio di Ranallo, Cronache dalla fondazione dell'Aquila, vv.9-12 (XIV secolo))
Buccio fu autore di una cronaca, in forma di poema in versi, sulla storia della città, L'Aquila, dalla sua fondazione, che ipotizza nel 1254, al 1362; scritta, probabilmente a partire dal 1355, in quartine di 1256 versi alessandrini monorimi intercalati da 21 «vigorosi sonetti politici», intesi, questi ultimi, alla pacificazione dei contrasti intestini tra le fazioni cittadine. Fu anche autore di una Leggenda di Santa Caterina d'Alessandria, commissionatagli da una compagnia di pietà.
Nella sua cronaca tratta di molti degli eventi salienti dei suoi tempi, quali la prima e seconda fondazione della città e il succedersi delle dinastie reali nel meridione. La cronaca è di notevole importanza sia per la verosimiglianza degli episodi raccontati sia per le qualità della sua vivace e appassionata narrazione.

È stato definito come 
(Leopoldo Cassese)
In Buccio di Ranallo «la lingua, [...] nella sua rozzezza, attingeva ai serbatoi più genuini della dialettalità municipale, del resto alimentata da una città che non aveva ancora inaugurato in modo permanente i contatti con la cultura contemporanea».
Il poema narra in 1256 strofe tetrastiche di alessandrini (il verso ufficiale della didascalia settentrionale) gli avvenimenti della storia Aquilana, partendo dalle vicende che precedettero la prima fondazione nel 1254 dai famosi 99 castelli circostanti, e terminando con i fatti del maggio del 1362. In questi termini si svolge il filo di una ricostruzione storica, che ha per tema la lotta delle forze del nascente Comune contro i feudatari di stabilimento imperiale (dapprima di Federico II di Svevia, poi di Carlo I d'Angiò); intorno a questo nucleo di interesse prevalente trova poi modo di innestarsi il complesso di vicende che dalla seconda metà del XIII secolo, alla prima del XIV caratterizzarono la storia del sud Italia. Dai primi tentativi di edificazione della città dagli abitanti di Amiternum (l'antica città romana sabina presso San Vittorino), verificatisi nel momento critico della lotta imperiale e papale tra papa Gregorio IX e Federico II, si passa agli sforzi più consapevoli degli Aquilani, tesi al raggiungimento di una costituzione comunale, nell'ambito di quel generale risveglio delle autonomie locali, che s'avverte nel Regno di Napoli, all'indomani della morte di Federico (1254), e si conclude con la costituzione dell'originario Comune rustico, presso la località di Acculi (l'area attuale del Borgo Rivera con la fontana delle 99 cannelle), che divenne Municipio riconosciuto dal Privilegium concesso da Corrado IV di Svevia, figlio di Federico, nel 1254.
La città inizia a svilupparsi dall'attuale Quarto di San Giovanni di Lucoli, e nella parte nord-est, in località La Torre, il cuore dell'attuale Quarto di Santa Giusta. Nel 1256 la diocesi viene trasferita dalla vicina Forcona nella nuova cattedrale in Piazza del Mercato, durante il regno di Manfredi di Svevia nel 1258-59, che rivendica nel Mezzogiorno la tradizionale politica accentratrice dei Normanni e degli Svevi, L'Aquila, per la sua stessa natura di tradizione municipalista con un collegio comunale, si oppone fieramente a questa politica, e pertanto viene attaccata e distrutta nel 1259. La città verrà ricostruita nel 1265-67 per volere del nuovo sovrano Carlo I d'Angiò, che insieme agli Aquilani sconfisse Corradino di Svevia nella battaglia di Tagliacozzo. La politica di lealismo che la monarchia intese restaurare nei confronti del clero e dei nobili, il fiscalismo gravoso, l'arbitrio degli ufficiali, dovettero essere avvertiti nell'Aquila, il cui notevole sviluppo economico e sociale avrebbe richiesto un'adeguata evoluzione delle forme costituzionali, nei confronti della monarchia.
Buccio avverte il nesso storico di questi elementi, svelando in forma polemica e spregiudicata gli interessi mondani celati all'ombra della politica della Chiesa, denunciando i soprusi dei burocrati angioini, gli intrighi degli appaltatori che assicurano la continuità della politica finanziaria statale, nei confronti delle collettività produttrici, ma soprattutto additando nella potenza delle consorterie nobiliari, il maggior pericolo per la libertà del Comune. Infatti il tema centrale della Cronica è la lotta delle fazioni, poiché ogni elemento nuovo dei mercanti e degli arrivisti è visto da Buccio come fonte del sovvertimento del vecchio ordine; questo sovvertimento può mostrarsi con tentativi di restaurazione degli antichi privilegi, oppure cercando di monopolizzare con la politica demagogica le nascenti risorse dell'attività commerciale e artigianale, dato che in quel tempo nacque il Collegio delle Arti Nobili, con sede nell'ancora esistente palazzetto dei Nobili.
Sotto re Roberto d'Angiò, definito "re Mercante" da Buccio, i nobili minacciarono la collettività, e il dissidio tra politica oligarchica e necessità del Comune, che si individuano nello sviluppo artigiano nella regolamentazione dei rapporti col ceto rurale, si acuisce al punto da rendere precaria la stabilità della forma istituzionale vigente di governo.
In questo contesto Buccio traccia uno spietato ritratto di Pietro Lalle I Camponeschi, da non confondere col nipote Pietro Lalle Camponeschi, il quale con il suo potere ha occupato il Comune, gestendo la cosa pubblica. Tuttavia non mancano chiari riferimenti storici, come la congiura contro il tribuno della plebe Niccolò di Sinizzo, l'incoronazione papale del 28 agosto 1294 di frate Pietro da Morrone presso la basilica di Santa Maria di Collemaggio, e la tremenda pestilenza del 1348, seguita da un forte terremoto del 1349, che distrusse gran parte della città.

### Ancora Buccio: i Sonetti e la Leggenda di Santa Caterina
Dopo aver composto il laudare della Santa Caterina d'Alessandria per la confraternita omonima del Quarto di San Pietro (esiste ancora oggi la chiesa in via Gaglioffi), Buccio iniziò a diffondere dei sonetti sugli episodi della vita aquilana, che maggiormente accendevano il suo sorte sentire politico, che li indirizzava ai concittadini. I primi sonetti sono del 1338, la città è in armi, divisa in due fazioni che parteggiano per i Camponeschi e per i Bonagiunta, di fronte al pericolo della guerra civile, Buccio ammonisce di non prestare fede alle lusinghe delle due fazioni, smaschera la froda baronale, come il più serio pericolo che minacci la costituzione del Comune. Dopo la carestia del 1340, Buccio ammonisce i cittadini a trarre pregio dalle sofferenze passate, di monito per custodire con maggior parsimonia il frutto degli anni di abbondanza agricola.
I sonetti V-XI furono composto nel 1342, anno di fallimento delle trattative di Napoli con le fazioni aquilane, il poeta invoca il colpo dell'ebrea biblica Giuditta contro i tiranni di Amiterno (sonetto XII), inveisce contro gli Aquilani che fomentano la discordia (sonetto XIII). Nel 1348 durante il governo di Lalle I Camponeschi, Buccio invita i concittadini abbandonare il politico, definito tiranno, e auspica l'unione di tutte le forze del Comune contro la violenza dei Camponeschi. Gli ultimi sonetti (XV-XXI), scritti tra ul 1360-62, si rivolgono ai consiglieri comunali, in essi Buccio esorta alla concordia che la vagheggiata magistratura delle Cinque Arti del Collegio dei Nobili sembra promettere, dopo un secolo di discordie; rammenta il giuramento fatto di amministrare per bene la cosa pubblica, ed evoca infine le anime dei padri fondatori dell'Aquila nel 1267, per contrapporre la loro fermezza, che aveva ispirato rispetto allo stesso Carlo I d'Angiò, alle incertezze di molti che ostacolano ancora una decisa azione politica.

## Le Cronache aquilane del Tre-Quattrocento
- Cronaca delle cose dell'Aquila di Antonio di Boetio (o Antonio di Buccio): ricopre gli anni 1363-81
- Delle cose dell'Aquila dall'anno 1363 all'anno 1424 di Niccolò da Borbona
- Annali della Città dell'Aquila (dalle origini al 1424), opera di anonimo, raccolta e riscritta da Angelo Leosini nell'800
- Cronaca delle cose dell'Aquila dall'anno 1436 al 1485 di Francesco d'Angeluccio di Bazzano

## La poesia rinascimentale
Il ciclo umanistico in Abruzzo si sviluppò prevalentemente a Sulmona, con le due personalità di Marco Barbato e Giovanni Quatrario (e più tardi nel XVI sec. con Ercole Ciofano), i quali intrattennero rapporti con Francesco Petrarca e Giovanni Boccaccio. Di Barbato non resta nulla, se non le lettere trascritte dal Petrarca stesso nel suo volume delle Epistole. Dato che l'opera di Barbato è andata totalmente perduta, dalle lettere si suppone che l'intellettuale avesse voluto provare a creare un circolo di intellettuali, come testimonia anche Boccaccio nel viaggio del 1362, e che fu traduttore dei classici come Cicerone.
Giovanni Quatrario visse tra Sulmona e Napoli, e fu autore di Carmi latini ispirati a Catullo e Tibullo, caratterizzate da un forte classicismo e autobiografismo. Di carattere prettamente umanista è il suo amore per le antiche lettere, e per un ritorno definitivo della cultura contemporanea al periodo d'oro della Grecia e di Roma.
Nell'area teramana ci furono gli intellettuali Giovan Battista Valentino e Girolamo Forti, che realizzarono degli Statuti civici, mentre Giovanni Campano nel 1495 redasse una Historia Interamnia. Nell'ambito religioso invece si distinsero Tommaso da Celano e San Bernardino da Siena, che scrissero dei sermoni e dei trattati, insieme con San Giovanni da Capestrano. Se il Medioevo fu abbastanza prolifico e portatore di buoni auspici per un'evoluzione ancora migliore della letteratura in Abruzzo, dal Cinquecento in poi, a causa di terremoti, sconvolgimenti economici e problemi di potere, soprattutto durante la guerra franco-spagnola di Carlo V con Francesco I di Francia, la regione sannita subì un periodo molto ampio di silenzio letterario.
Non che la letteratura cessò il suo processo di evoluzione e crescita, ma venne relegata ad otium dei nobili e dei ricchi, ossia in sterili esercizi poetici e autocompiacimenti letterari da una parte, mentre dall'altra all'Aquila, prima della caduta sotto il vice regno spagnolo, la cultura letteraria continuò a essere diffusa da intellettuali di stampo toscano, e venne anche edificata una tipografia da Adam Burkardt, allievo di Guthenberg.
- Marco Barbato (1304-1365 ca.): di lui restano i giudizi espressi da Petrarca nelle sue Lettere, Barbato da Sulmona andò a Napoli, stringendo rapporti con la regina Giovanna I d'Angiò, e venne inserito nel circolo culturale partenopeo pre-rinascimentale; nel 1350 stando alle lettere petrarchesce (Familiare, IX), Barbato è a Sulmona, la critica suppone che il poeta e oratore avesse voluto creare in Abruzzo nella città peligna un piccolo circolo culturale simile a quello di Napoli. Nel 1362 la conferma della presenza di Barbato a Sulmona è data da Giovanni Boccaccio in viaggio nell'Abruzzo. Dalle lettere di Petrarca si sa che Barbato scrisse carmi latini ispirandosi a Catullo e Virgilio, si sa allo studioso sulmonese Nunzio Federigo Faraglia che presso il convento degli Osservanti di Sulmona esistesse un volume con il corpus delle poesie di Barbato, che sarebbe andato perduto con la soppressione francese degli ordini[19]
- Giovanni Quatrario (1336-1402): anche lui sulmonese, fu scoperto dalla critica solo nel 1893 quando Nunzio Faraglia pubblicò un suo testamento, anche lui come Barbato fu poeta che scrisse carmi su ispirazione dei classici, come le Ecloghe, le Odi, le Elegie di memoria properziana, tibulliana, oraziana. I componimenti più originali sono un Carmen maternum in cui su ispirazione delle consolationes di Seneca, Quatrario compiange il destino della sua famiglia, non molto felice a Sulmona, a causa delle inimicizie politiche che si era attirato il padre; un altro componimento è una lamentatio per la peste del 1348 e il terremoto dell'Abruzzo del 1349 che afflissero la sua città di Sulmona.
- Codice Catena di Penne: statuto della città di Penne dal 1457 al 1468. L'edizione trascritta è quella di Giovanni de Caesaris. Oltre a questo, nel XV secolo in Abruzzo fiorì un intero sottogenere letterario dei regesti e degli statuti civici, pubblicati dal Clementi[20], La Morgia[21] e dal Savini.[22]

## La stampa e le tipografie
Uno studio del lancianese Corrado Marciani è di grande aiuto per comprendere una ricostruzione storica della presenza delle tipografie in Abruzzo. La prima tipografia, nell'era rinascimentale, fu impiantata all'Aquila nel 1482 da Adam da Rotweill, allievo del Gutemberg, che mise sotto i torchi le Vite parallele di Plutarco tradotte da Battista Alessandro Iaconelli; altre opere furono la Vita di Sant'Isidoro e il De arte grammatica di Sulpicio da Veroli.
La tipografia in Abruzzo, oltre all'Aquila, apparve nelle città maggiori di Teramo, Sulmona, Chieti, Lanciano, Vasto: furono importate principalmente dai mercanti del nord Italia, come i bergamaschi e i veneziani, che soprattutto con Lanciano, famosa per le sue fiere annuali, si stabilirono in queste micro-società abruzzese creando delle micro imprese, dedicandosi alla stampa di trattati di autori nazionali e storici, oppure opere contemporanee, come si vedrà nel Seicento, con la nascita della storiografia abruzzese. A causa di difficoltà economiche e dal fatto che gli stessi imprenditori spesso e volentieri dovevano sovvenzionarsi da sé, come si apprende dagli studi di Corrado Marciani, queste piccole attività tipografiche ebbero vita breve.
A Ortona la tipografia Sancino fu fondata nel 1518, a Sulmona nel 1583, a Teramo nel 1591, di cui fu beneficiario lo storico Muzio de Muzii, a Campli (una delle sedi degli stati farnesiani d'Abruzzo) nel 1592, a Chieti nel 1596 dai Facij, a Vasto nel 1599 da Virgilio Caprioli, per far concorrenza alle tipografie di Lanciano e Ortona, anche se ebbe vita brevissima. Come si è visto, Ortona e Lanciano, con la presenza dei Soncino, dei Valgrisio, dei Varisco, si confermavano dei ricchi empori commerciali per i traffici veneziani lungo le coste adriatiche, Ortona si distinse particolarmente per la diffusione di libri ebraici, avendo un ampio quartiere usato come ghetto; durante l'umanesimo ci fu anche un importante uomo di cultura, Oliviero di Lanciano, che curò le edizioni del Sancino.
Sempre nella metà del Cinquecento, in Abruzzo si forma il genere letterario dell' "itinerario", anche se gli scrittori saranno gente esterna alla regione, che la immortaleranno in quella visione, ancora oggi presente, di terra idilliaca e dagli aspetti fantasiosi. Il padre Serafino Razzi nel 1574 e '78 soggiornò in Abruzzo e Molise, compiendo dal nord Italia i suoi Viaggi Adriatici; egli si stabiliva di traversata in traversata nei conventi domenicani delle località visitate: Penne, Chieti, con passaggio a Pescara, Francavilla, Ortona, Caramanico. Dai Diari adriatici di Viaggio negli Abruzzi, traspare la tipica meraviglia del viaggiatore per i luoghi ameni, quali ce n'erano a frotte in Abruzzo, traspare il carattere documentativo per alcune attività, come i traffici commerciali lungo il fiume Pescara e sull'Adriatico a Lanciano, oppure per il capitolo di Francavilla la paura dei turco, dato che le coste abruzzese nel 1566 subirono un grave saccheggio, oppure l'interesse per alcune leggende e fatti curiosi, o anche l'interesse per alcune opere d'arte, come nel convento dei Domenicani di Penne.

## Le storiografie abruzzesi dei Sei-Settecento
Nella metà del Cinquecento, quando tutto l'Abruzzo era ormai assoggettato col Regno di Napoli al potere spagnolo, il territorio venne frammentato in piccole contee, baronie, marchesati, ducati (per quanto riguarda gli stati farnesiani governati da Margherita d'Austria), ecc... Con il rinnovamento dell'erudizione, e l'interesse dell'amor patrio, ma soprattutto con l'interesse, favorito anche dai vari signori degli staterelli, rinacque il genere della storiografia.
Gli obiettivi di questo genere erano la riscoperta delle proprie origini, le origini antiche delle città e degli antichi popoli italici per poter dare lustro alla comunità contemporanea e al signore che la governa, la passione per l'antiquario, per l'arte e per i monumenti, per i documenti vescovili, papali, i regesti e i privilegi vari, da usare principalmente come fonti, l'uso delle fonti contemporanee, descrizione dei fatti contemporanei vissuti in diretta, come farà Muzio Muzii per alcuni fatti storici Teramo, oppure per sentito dire.
Questi obiettivi si tradussero in una produzione notevole di storie locali e universali dell'Abruzzo, in quel periodo in cui specialmente, non solo in Italia ma in Europa si andava rinnovando l'interesse generale della conoscenza del mondo, soprattutto necessità dettate dalle scoperte di nuovi continenti con i viaggi negli oceani; in Italia infatti iniziarono essere scritte nuove "geografie universali - atlanti - descrizioni del mondo", di cui si ricorda in Abruzzo la stampa dell'opera di Giuseppe Cacchi "Breve trattato della città e dei nobili del mondo" (L'Aquila 1566), che sarà di ispirazione per uno dei primi trattati di storia d'Abruzzo: gli Annali storici della città di Aquila di Bernardino Cirillo (1570). Questi trattati si strutturavano in forme di dialogo (Muzio Muzii e Salvatore Massonio), oppure seguendo la versione classica del trattato, o in lettera con caratteri educativi e morali, seguendo l'esempio classico dell'anonimo sul Del Sublime, ecc...
Principalmente figurarono trattati impostati sul modello del trattato storico, fino all'800 il modello di questi trattati non cambierà, quando poi si evolverà in una forma più accomodata e consultabile, le opere si suddividono così:
- Introduzione con esposizione della materia, dichiarazione del motivo educativo e morale della composizione della storia, e ringraziamento con dedica al signore della città, all'arcivescovo, o al sovrano di Napoli
- Prima parte, in cui l'autore ripercorre la storia della città, della regione o del popolo che la abitava sin dai tempi remoti, poi trattazione delle varie epoche storiche sino all'era contemporanea
- Seconda parte: descrizione della vita del santo patrono della città e miracoli, con testimonianze di documenti.
- Terza parte: descrizione dei signori e dei nobili che hanno dato lustro alla città e alla comunità, con albero genealogico delle famiglie.
- Quarta parte: descrizione della famiglia del signore che governa la città, con albero genealogico, documenti, ecc..
- Quinta parte: descrizione di curiosità riguardanti il popolo, la regione, la città, fatti memorabili avvenuti, descrizione dei monumenti presenti e scomparsi, descrizione del territorio, della geografia, delle abitudini popolari. Questa parte sarà presente soprattutto nelle monografie ottocentesche di Marchesani, Ravizza, Gentili, Palma sulle varie città.[29]

Benché oggi la critica abbia riconosciuto alcuni errori inevitabili in queste opere storiografiche, come il fraintendimento nella lettura di una lapide o di un documento medievale (errori paleografici), errori di date storiche, falsificazioni e interpolazioni, come nel caso degli storici Pollidori e Bocache, o inserimento di leggende date però come veritiere (esempio di Nicolino per la storia di Chieti), queste opere tuttavia ancora oggi risultano un punto di inizio fondamentale per ripercorrere le vicende di una determinata città abruzzese, popolo antico, o parte della regione.
Le principali opere, qui in lista parziale, sono:
- Bernardino Cirillo: Annali della città dell'Aquila, 1570
- Giovan Battista de Lectis, Memorie storiche della città di Ortona, 1577, sotto forma di lettera di celebrazione dell'anniversario dell'arrivo in città delle reliquie di San Tommaso apostolo
- Ercole Ciofano, Antiquissimae ac nobilissimae urbis Sulmonae descriptio, 1578
- Salvatore Massonio, Dialogo dell'origine della città dell'Aquila, 1594
- Pietro Vincentii, Historia della famiglia Cantelma, 1604, con dedica a don Fabrizio Cantelmo, conte di Popoli (PE)
- Giacomo Fella, Chronologia urbis Anxani, 1606, prima storia sulla città di Lanciano, rimasta manoscritta, conservata nella biblioteca comunale
- Claudio Crispomonti, Istoria della origine e fondazione della città di Aquila, 1629
- Francesco Brunetti, Memorie della famiglia Acquaviva, 1640-45, sul casato a capo del ducato di Atri
- Lucio Camarra, De Teate antiquo Marrucinorum historia, 1651, sulla città di Chieti
- Girolamo Nicolino, Historia della città di Chieti, metropoli delle province, 1657
- Muzio Febonio, Historiae Marsorum libri tres, 1678, esistono altre versioni come quella settecentesca e la versione tradotta da Adelmo Polla editore (non integrale). Versioni completamente tradotte si trovano presso l'archivio della diocesi di Avezzano e la sezione di Archivio di Stato di Avezzano.
- Isidoro Nardi, Genealogia della famiglia Valignana di Chieti, 1686
- Tommaso Palma, Compendio istorico dell'antichissima città del Vasto, 1690, con dedica a don Diego d'Avalos, Marchese del Vasto
- Nicola Alfonso Viti, Memorie istoriche della città del Vasto (XVII secolo), pubblicate da Luigi Marchesani nel 1868, queste memorie serviranno al Marchesani per la sua Storia di Vasto, città in Apruzzo Citeriore.
- Alessio Tulli, Catalogo degli uomini illustri di Teramo, 1766
- Nicola Giovanni Salconio, Codice Salconio: memorie della città di Penne dall'862 al 1603, 1603
- Pietro Pollidori, Memorie storiche di Lanciano e la Regione Frentana ("Antiquitates Frentanorum", latino, con inclusa la trascrizione del Chronicon di Santo Stefano in Rivomaris, latini), XVIII secolo, manoscritto
- Federico Valignani, Centuria di sonetti storici sulla città di Chieti di Federico Valignani, 1729
- Domenico Romanelli: Antica topografia istoria del Regno di Napoli, voci "Samnium", 1819 - Scoverte patrie di città antiche e distrutte nella Regione Frentana, 1805 - Dialogo del quadro istorico della città di Lanciano, pubblicato postumo da Anton Ludovico Antinori con aggiunte e correzioni
- Omobono Bocache, Raccolta di documenti e memorie storiche Lancianesi (XIV voll.), pubblicati nel XIX secolo, i manoscritti compilati nel primo ventennio dell'Ottocento, si trovano nella biblioteca comunale di Lanciano, è stato pubblicato dal Coppa Zuccari solo il libro inerente all'occupazione francese di Lanciano del 1799.
- Ignazio Di Pietro, Memorie storiche della città di Solmona, 1804
- Gennaro Ravizza, Collezione di diplomi e di altri documenti sulla città di Chieti, 1832
- Luigi Marchesani, Storia di Vasto, città in Apruzzo Citeriore, 1838
- Francesco Paolo Ranieri, Guardiagrele. Memorie e monumenti, Lanciano, Carabba, 1927. L'opera è considerata l'ultima impostata su uno stile celebrativo e campanilistico, ormai fuorimoda nell'era della nuova maniera di consultazione delle fonti, e dell'imparzialità del ruolo dello storico. Infatti di recente è stato dimostrato che anche Ranieri operava vari sbagli e falsificazioni di documenti e notizie.

### Muzio Muzii e laStoria di Teramo: dialoghi sette
Della Storia di Teramo dialoghi sette di Mutio de' Mutji

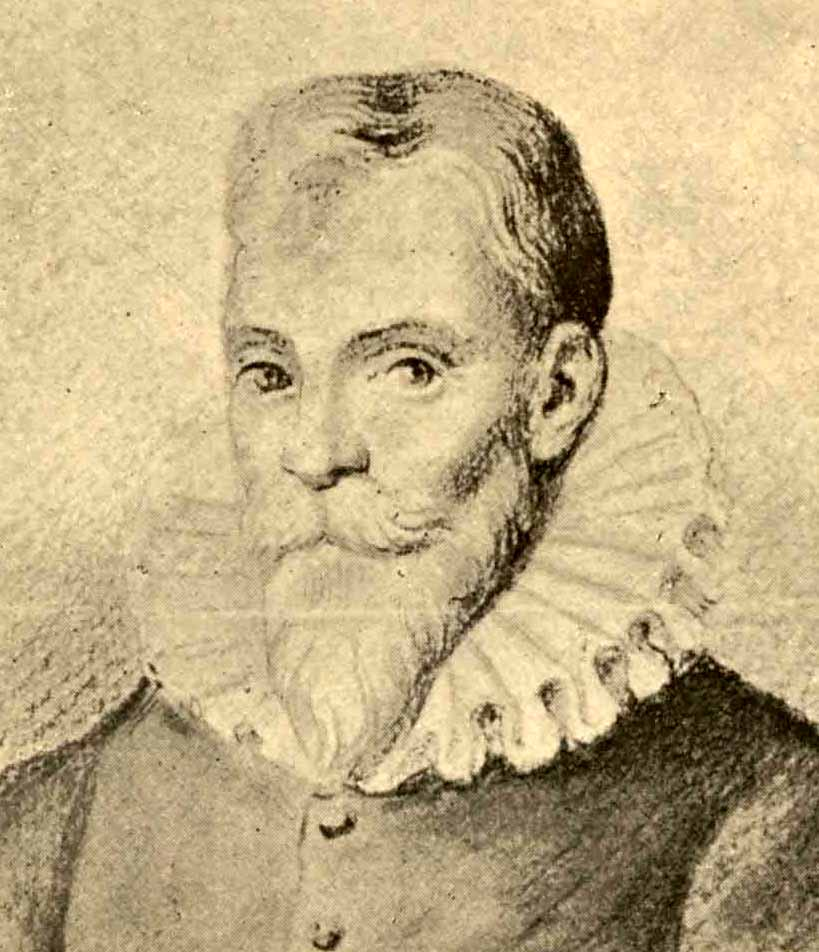
Muzio Muzii

Muzii non lascia molte notizie biografiche, né si è scritto di lui, e le uniche informazioni si desumono dalla sua opera principale sulla storia di Teramo. Come scrive Giacinto Pannella nel commento introduttivo nel 1893 all'opera del Muzii. Nato a Teramo nel 1535, nel 1544 perse il padre a causa delle febbri malariche che infestarono la città nella metà del XVI secolo, come ricorda nell'ultimo dialogo della Storia di Teramo
Fu avviato subito agli studi di storia e di lettere. Dalla pergamena dei Privilegi accordati all'Università di Teramo al Castello di Bacucco (Arsita, TE), si legge il suo nome Mutio di Muzio come membro del Reggimento, il 12 agosto 1599. Oltre alla sua passione di studioso della storia e delle lettere, Muzio dovette passar molto tempo a ispezionare i monumenti della città, che descriverà con minuzia nel suo trattato per fornire quante più informazioni storiche possibile. Come egli stesso dichiara all'inizio del trattato, l'amore per la sua città, e la scarsità di documenti ben raccolti in volumi lo spinsero a redigere un trattato che raggruppasse le informazioni storiche di Teramo.
Tale amore lo si vede dal candore dello stile che usa, che il Pannella ha giudicato simile a quello dei cronisti trecenteschi, che seguendo la forma dei dialoghi di Platone, mettono a loro agio il lettore, preferendo esporre, come anche nella maniera di Erodoto, le piccolezze e le particolarità che riguardarono Teramo e i feudi attorno, le usanze e i costumi della gente, da unire ai fatti storici, economici e politici che influirono inevitabilmente sulla città, come la distruzione da parte di Roberto Conte di Loritello nell'epoca normanna, o le guerre fratricide tra le famiglie dei Melatino e dei De Valle, o le angherie di potere del ducato degli Acquaviva di Atri per avere il diretto controllo sulla città, beneficiando della protezione dei sovrani di Napoli.
Il Monsignor Fabbrizii, quando Muzii scrisse l'opera alla fine del '500, poiché i fatti storici si fermano agli anni '70 di questo secolo, caldeggiò la pubblicazione dell'opera mediante una stamperia cittadina, nel 1591. Muzii fu un membro del parlamento del Collegio dei 48 a Teramo, presso il palazzo comunale, morì nel 1602.
Maggiore opera di Muzii, che volle rendere a Teramo il maggior servizio, operando per primo un raggruppamento dei documenti vescovili, delle carte abbaziali, dei privilegi e dei regesti dei sovrano di Napoli, sino alla seconda metà del XVI secolo, partendo dalle origini della città, consultando gli autori più antichi quali Tito Livio, Strabone, ecc.
Nel proemio infatti il Muzii stesso, sotto le spoglie del personaggio patrizio che ospita l'amico nella sua casa con orto, si lamenta del fatto che nessuno sino ad allora si era curato di provvedere a questo compito, sottolineando invece quanto sia importante la coscienza storica e culturale di una comunità. Muzii sotto esortazione benevole del monsignor Fabrizii e del signor Urbani, iniziò a redigere il trattato nel 1596, e solo più tardi decise di adottare la forma del dialogo.
Scritto nella metà del XVI secolo, ma pubblicato solo nel 1893 con le correzioni, da Giacinto Pannella, questo testo è diviso in sette parti o "dialoghi", seguendo il metodo platonico del discorso tra due o più interlocutori: qui sono i due personaggi immaginari: Roberto Grandini e Giulio de' Fabricii, alter ego dello stesso Muzii. I due si incontrano nella casa patrizia di Fabricii, dove sono state rinvenute delle vestigia romane, e iniziano a discutere da questo presupposto, sulle vicende storiche della città di Teramo, partendo dalle origini, sino all'epoca contemporanea, ossia la metà del 1500.
Il testo è di grande importanza perché costituisce il primo trattato storico sulla città, anche se con alcune sviste storiche e mancanze, annotate dallo stesso Pannella nell'edizione critica. Tuttavia il testo fu fonte di ispirazione anche per lo storiografo del XVIII-XIX secolo Niccola Palma, che redasse i cinque volumi della Storia ecclesiastica e civile della Regione più settentrionale del Regno di Napoli, detta "Aprutium".
L'opera si divide in sette giornate trascorse dai due dialoganti, e oltre alle vicende della città, si parla di come gli eventi storici principali del Regno di Napoli a partire dal XIII secolo hanno influenzato i fatto della città, sino al 1559. Si fanno riflessioni d'indole morale, sugli avvenimenti lieti e tristi, sullo stato ora florido, ora misero della città per via delle carestie o dei rivolgimenti sociali, o per le guerre, si parla delle illustri famiglie nobili e dei feudi intorno.
Vari furono i tentativi di pubblicazione del testo prima del 1893: già al tempo dell'Antinori si cercò di pubblicare il testo, ma a causa della morte di Francesco Muzii, nel 1620 furono stampate solo alcune parti, insieme alla prima sezione dei Dialoghi. Nel 1766 l'editore Tullj stampò un Catalogo degli uomini illustri, con ampie parti del trattato del Muzii, opera che fu accolta con calore anche dall'Antinori. Tuttavia l'edizione, che avrebbe dovuto vedere la luce anche con illustrazioni, non venne stampata. Sicché si arrivò al 1855, quando fu approvata la pubblicazione con il visto censura del governo borbonico. Nel 1875 il professor Pistelli avviò una serie di pubblicazioni per costituire l'Archivio Storico d'Abruzzo, iniziando con la Storia di Teramo del Muzii, ma vennero pubblicati solo tre dialoghi.

### Niccola Palma e i cinque libri dellaStorie ecclesiastica e civile di Teramo
- Storia ecclesiastica e civile della regione più settentrionale del regno di Napoli. Detta dagli antichi Prætutium, ne' bassi tempi Aprutium oggi città di Teramo e Diocesi Aprutina, 5 voll., Teramo, presso U. Angeletti, 1832-1836; II edizione a cura di Vittorio Savorini e altri, 5 voll., Teramo, Tip. Giovanni Fabbri, 1890-1893; III edizione, 5 voll. Teramo, Cassa di Risparmio, 1978;

L'opera è la più importante prodotta dal Palma e rappresenta anche la pubblicazione storica più completa e documentata mai realizzata sulla storia di Teramo. Richiese all'autore un faticoso lavoro durato circa un trentennio. Numerosi gli archivi consultati: parrocchiali, civili e privati, oltre a una serie di contatti con amici e studiosi.
Pubblicata in 5 volumi editi negli anni 1832-1836, i primi tre volumi trattano la storia dai tempi antecedente ai Romani fino al 1833; il quarto volume è dedicato alle cronache degli edifici sacri; il quinto tratta la biografia degli uomini illustri.
L'opera fu ristampata in seconda edizione, con apparato critico, dall'editore Fabbri negli anni 1890-1893, a cura di Vittorio Savorini con la collaborazione dei grandi esponenti della cultura teramana come Gabriello Cherubini, Berardo Mezucelli, Giacinto Pannella e Francesco Savini.
Una ristampa anastatica della prima edizione fu pubblicata dall'editore Forni di Bologna, nel 1971. Mentre nel 1972 Giulio Di Nicola pubblicava un Indice biografico e topografico della storia ecclesiastica e civile della città di Teramo e diocesi aprutina scritta dal Can. Nicola Palma, S.Gabriele dell'Addolorata, Tipografia ECO, 1972, prezioso indice analitico redatto sulla base della prima edizione e uscito in relazione alla pubblicazione della ristampa di Forni.
Una nuova edizione critica è stata prodotta nel periodo 1978-1981 dalla Cassa di Risparmio della Provincia di Teramo, a cura di Carino Gambacorta con la collaborazione di Clemente Cappelli, Benedetto Carderi, Giulio Di Francesco, Giulio Di Nicola, Adelmo Marino, Walter Mazzitti, Gerardo Miroballo, Marcello Sgattoni e Rino Faranda.
Legato a quest'ultima edizione è L'indice analitico ragionato, prodotto da Giulio Di Nicola ma rimasto poi inedito: il "dattiloscritto" però è conservato e consultabile presso la Biblioteca regionale Melchiorre Dèlfico di Teramo.
- Volume I. dalle origini al XII secolo, su abruzzoinmostra.it.
- Volume II. dal XIII secolo al XVI secolo, su abruzzoinmostra.it.
- Volume III. dal 1530 al 1830, su abruzzoinmostra.it.
- Volume IV. Piccole cronache ecclesiastiche e civili, su abruzzoinmostra.it.
- Volume V. Notizia biografiche di uomini illustri e correzioni d'autore, su abruzzoinmostra.it.

## Anton Ludovico Antinori e gliAnnali degli Abruzzi
Il cosiddetto "corpus Antinoruanum", scritto da Anton Ludovico Antinori nell'arco di quarant'anni, fino alla morte nel 1778, di cui furono pubblicati parzialmente nel 1781-1784 a Napoli con titolo diverso ("Raccolta di memorie storiche delle Tre Province degli Abruzzi", 4 voll.), e poi integralmente con revisione e commento a Bologna dall'editore Forni, tra il 1971 e il 1973, in stampa anastatica, è formato da 51 volumi (più un 52esimo scritto dal pronipote Antonio Ludovico Antinori juniore), riordinato da Enrico Casti alla fine dell'800 dopo che il corpus dall'archivio Dragonetti passò alla Biblioteca provinciale dell'Aquila dove tuttora è conservato. Si tratta di 24 volumi divisi in più parti dei cosiddetti "Annali degli Abruzzi", 15 volumi divisi in parti della "Cotografia istorica degli Abruzzi", altri 4 volumi di "Iscrizioni di monumenti abruzzesi vari", e i volumi finali degli "Uomini illustri, monumenti e cose varie. Annali dell'Aquila", in parte pubblicato nell'800 da Angelo Leosini con titolo differente.
Gli Annali degli Abruzzi rappresentano la "summa" del lavoro antinoriano sulla ricerca storica di documenti cartacei e citazioni di altre opere storiografiche inerenti alla regione Abruzzo, con la materia organizzata e suddivisa in città e territori anno per anno dal 506 d.C. sino al 1778, dopo la Corografia storica degli Abruzzi in 15 volumi, con la lista delle cose inerenti ai comuni abruzzesi in ordine alfabetico, pubblicati parzialmente solo nella lettera A fino ad "Atessa", dalla Deputazione Abruzzese di storia patria all'Aquila, da Vincenzo De Bartholomaeis.
La Corografia degli Abruzi risulta essere l'opera più completa e approfondita, per lo studio della storia della regione, dove l'Antinori nei suoi appunti poté dare una mano definitiva alla maggior parte delle schede, a dispetto dei diversi abbozzi con vari riferimenti bibliografici ai tomi degli Annali abruzzesi. Come il contemporaneo Niccola Palma con la Storia civile e religiosa della regione Abruzzo (5 voll.), che si servì come altri dei manoscritti antinoriani per le sue ricerche, l'opera in maniera nettamente più approfondita offre un'analisi storica precisa e dettagliata del territorio abruzzese dalle origini, dunque dall'era della Preistoria, fino all'anno 1777, attraversando le varie fasi delle epoche, ossia dalla civiltà italica dei Sanniti (VIII-II sec. a.C.), alla conquista romana (I-III sec.), passando poi al Medioevo mediante le invasioni longobarde e franche (VI-VIII sec), alla conquista normanna (XI-XII sec), alla riorganizzazione territoriale e amministrativa nel Giustizierato (1233) per mezzo di Federico II di Svevia, alle varie guerre di dominio della Corona Napoletana, fino ai grandi terremoti del 1703 e del 1706.

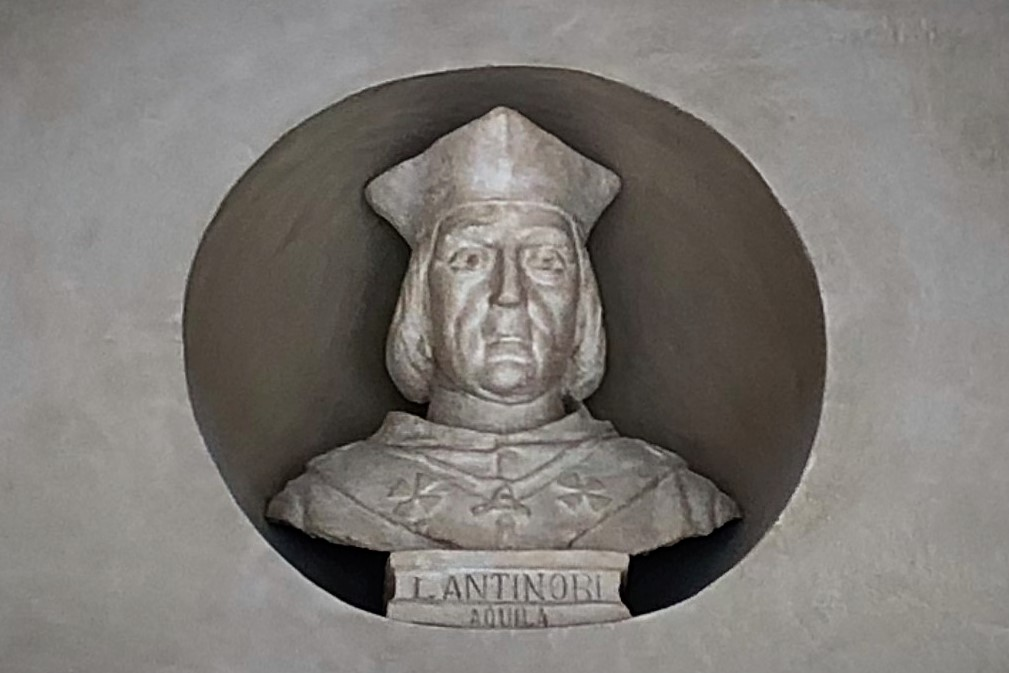
Busto di Anton Ludovico Antinori presso la loggia del Palazzo dell'Emiciclo all'Aquila

L'Antinori lasciò una grande mole di manoscritti, legati al testamento che ne prescriveva l'affidamento ai familiari dopo la sua morte nel 1778. Nel 1832 il pronipote Anton Ludovico Antinori junior li cedette alla famiglia Dragonetti con altro testamento, e nel 1887 i documenti furono donati da Giulio e Luigi Dragonetti alla Biblioteca provinciale Salvatore Tommasi dell'Aquila. La pubblicazione delle opere è stata posticipata di molto a causa della incompiutezza di alcune opere, non revisionate dall'autore, che si presentavano soltanto come una raccolta di informazioni con segni diacritici, bibliografie di riferimento a fondo pagina e note varie, così come la numerosa presenza di errori e sviste. La mancanza del senso e del concetto stesso di storia nelle opere dell'Antinori, che si presentano tutt'oggi, con l'accezione degli Annali, come una semplice e voluminosa raccolta di informazioni prese da documenti storici come bolle pontificie, regesti, cataloghi, antichi documenti giudiziari, ha fatto sì che l'Antinori nel futuro fosse sì considerato uno dei maggiori scrittori d'Abruzzo per la raccolta di informazioni e dissertazioni inerenti alla regione, e alle città di L'Aquila, Matera e Lanciano, di cui fu vescovo, non manca affatto senso della critica, dell'analisi, dell'impersonalità dello storico, e del nesso narrativo che conferisca originalità all'opera stessa, così come si può dire per le due raccolte della Corografia storica degli Abruzzi o per la Storia di Aquila. Memorie, uomini illustri, cose varie.
Morto l'Antinori, il fratello Gennaro pubblicò una raccolta intitolata Raccolta di memorie istoriche delle tre province degli Abruzzi, pescando a casaccio dai vari appunti manoscritti. L'abate Domenico Romanelli di Lanciano, successivamente, cominciò a pubblicare gli scritti antinoriani inerenti alla storia della Frentania, ossia del territorio del Sangro attorno alle diocesi di Lanciano e Ortona, e nel 1790 si vide la pubblicazione delle Antichità storico-critiche dei Frentani, e poi i due volumi delle Scoverte patrie di luoghi antichi distrutti della Regione dei Frentani. Soltanto nel 1971-73 si ha la pubblicazione integrale da parte di Forni Editore a Bologna degli Annali e della Corografia storica,
La Cotografia antinoriana è dunque un'opera scritta in contemporanea con gli Annali, ma organizzata diversamente, e ripartita in ordine alfabetico per comuni della Regione, e il polistore passa al vaglio sempre i documenti da lui rinvenuti, riguardo alla descrizione geografica del comune, degli uomini illustri, dei monumenti e cose varie. Ad esempio riguardo alla chiesa di Santa Maria in Valle Porclaneta a Rosciolo, nella Marsica, si legge:
(Corografia storica degli Abruzzi volume 29)
La descrizione dei possedimenti del monastero di Santa Maria è, praticamente, una delle centinaia di trascrizioni dell'Antinori nell'opera, precisamente il Regesto del 1250 in Eccl. S. Mar. in Valle - Marculani cop. q.m. Frac. Floridi, nell'Archivio del Monastero di San Salvatore all'Aquila, nell'anno 1601, inerente all'anno 1086, a cui fanno riferimento le disposizioni descritte nel regesto stesso dell'epoca sveva, in occasione dello scioglimento vincolare dall'abbazia di Montecassino dall'imperatore Lotario nel 1137, e dall'imperatore Arrigo VI di Lussemburgo nel 1191, insieme al castello di Rosciolo.
Invece altri passi che non siano la trascrizione in volgare dei regesti e di documenti, come nella descrizione della rocca di Castel Menardo in Serramonacesca, si ha questo esempio:
(Corografia storica degli Abruzzi sub voce SERRA MONACISCA)

## Le accademie del Sei-Settecento
Mentre a Sulmona, nel periodo della conquista spagnola e l'infeudamento, l'attività intellettuale continuò con Ercole Ciofano, primo filologo che s'interessò dello studio delle opere di Ovidio, in altre parti dell'Abruzzo l'attività letteraria si limitò alla compilazione di statuti civici, di atti notarili, e di testi giuridici o storiografici
Si può dire che con la fervente attività storiografica, questa sottocategoria letteraria a partire dal XVII secolo divenne una delle componenti principali della letteratura abruzzese sino al XIX secolo. Uno dei più eminenti rappresentanti nel Seicento fu Muzio Febonio che scrisse l'Historiae Marsorum, ossia una monografia sulla storia dei popoli Marsi, della Marsica antica e della diocesi dei Marsi.

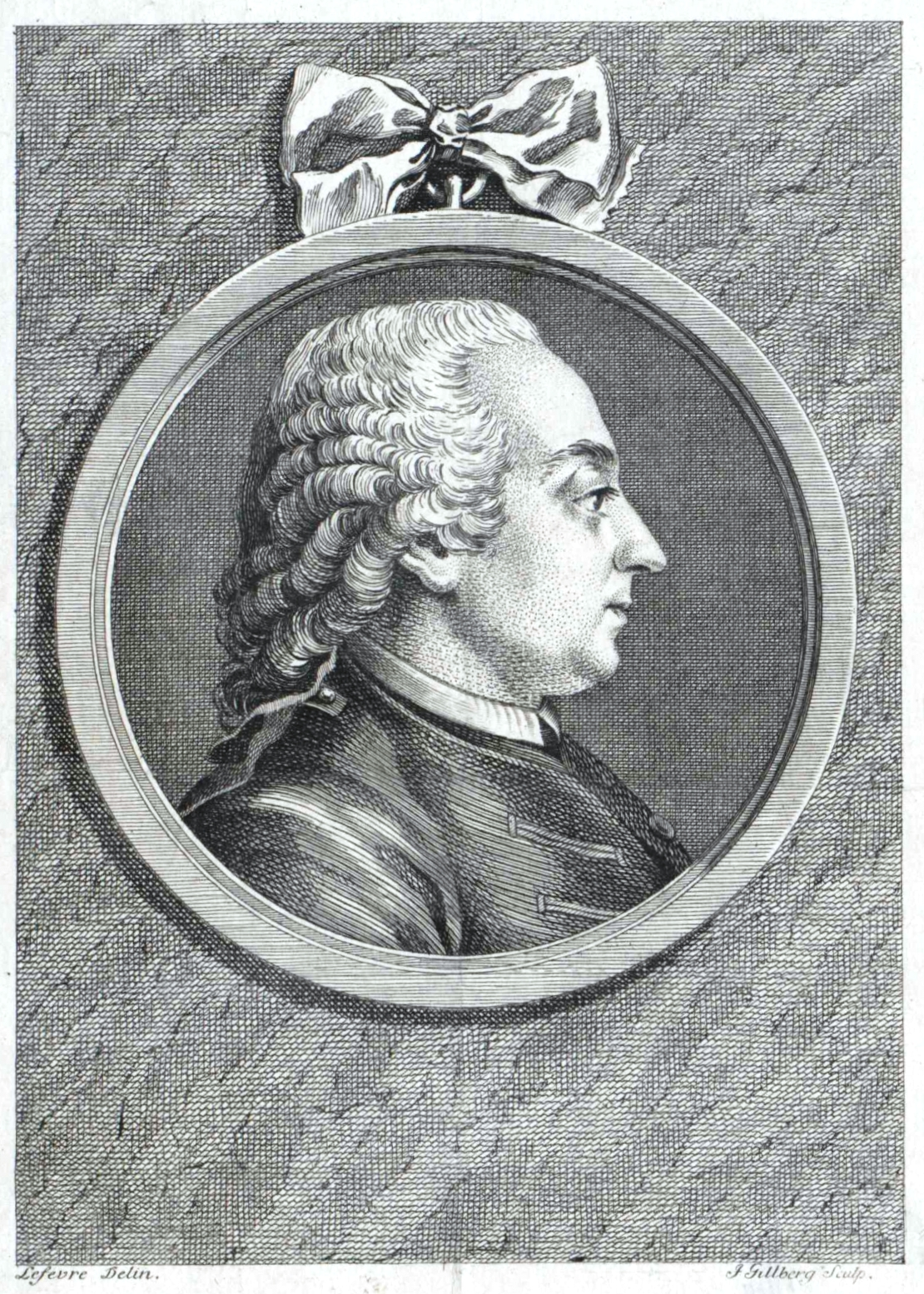
Ferdinando Galiani

Dall'altro versante letterario, fiorirono le accademie e i circoli privati dei nobili, che prendevano ispirazione dell'Arcadia romana. A Vasto, governata dalla famiglia d'Avalos, prese avvio il circolo istoniese con Nicola Alfonso Viti e Francesco Agricoletti, e crebbe anche una piccola scuola di madrigalisti, di cui il massimo rappresentante fu "Lupacchino del Vasto", attivo a Roma presso San Giovanni in Laterano. L'arcadia di Vasto e delle altre città, come Sulmona e L'Aquila, fu un'attività del disimpegno, del desiderio di un ritorno impossibile al paesaggio idilliaco descritto da Teocrito, con componimenti scritti per occasioni speciali, mentre per il Viti alcuni interessi sono andati oltre questo ozio, dato che si occupò anche di storia locale.
La vera e propria colonia arcadica però si sviluppò a Chieti, con la "Colonia Tegea" fondata da Federico Valignani, il quale scrisse la Centuria di sonetti storici (1729) un esercizio poetico sotto forma di poema storico che narra le vicende storiche di Chieti dall'epica della mitica fondazione di Achille fino al Settecento.
In forma parallela, sempre a Chieti, prendeva forma il filone letterario dei libelli d'ispirazione illuminista francese, e il massimo rappresentante fu l'abate Ferdinando Galiani, che scrisse trattati (il Della Moneta) sul miglioramento dello statuto economico, schierandosi contro le secolari leggi monarchiche ed ecclesiastiche.
Sempre nel Settecento prende forma ufficiale la letteratura dialettale abruzzese, con Romualdo Parente, poeta di Scanno, che scrisse Zzu matremuonie azz'uso ovvero Le nozze tra Mariella e Nanno della terra de Scanno (1765 ca., ristampato nel 1780), dove in forma poetica si narra dell'uso locale di celebrare il matrimonio. Altra opera di Parente è La fijanna de Mariella, poemetto sequel del precedente, dove si descrive la festa popolare per l'avvenimento del parto della sposa novella.
Si tratta di uno dei primi casi di letteratura dialettale abruzzese dell'era moderna, di matrice colta, dato che il Parente scrisse anche opere in italiano e inni sacri. Dal punto di vista delle Accademie settecentesche, spiccano come detto, la Colonia Tegea di Chieti dove fu attivo anche il frate cappuccino Bernardo Maria Valera; l'Accademia dei Velati a L'Aquila dove fu attivo anche l'Antinori, l'Accademia degli Acchiacciati di Sulmona.
Il secondo filone di accademie abruzzesi settecentesche prese avvio con il partito genovesiano, che si rifaceva agli ideali illuministi francesi, di cui Galiani è considerata una delle più eminenti figure, insieme con Romualdo De Sterlich, Giovanni Thaulero e Melchiorre Delfico. Soprattutto il Delfico, che governò Teramo durante l'occupazione francese del 1799, scrisse saggi sulla nuova morale repubblicana da adottare in Italia contro i Borbone.

## La storiografia settecentesca e l'Ottocento
Tra gli storici del Settecento abruzzese si annoverano in primis Anton Ludovico Antinori, Omobono Delle Bocache, Nicola Palma, Muzio de' Muzii. L'Antinori studiò a Napoli, essendo nato all'Aquila, e fu arcivescovo di Lanciano per molti anni. La sua attività, ispirata al metodo di Muratori, fu quella di conservare il notevole materiale d'archivio sia civile sia ecclesiastico d'Abruzzo, e il risultato che ne venne fuori furono due opere voluminose e monumentali che ancora oggi sono una pietra miliare e punto di riferimento per la storiografia d'Abruzzo. Infatti l'Antinori realizzò gli Annali degli Abruzzi, raccogliendo tutto quanto fosse possibile fra documenti, placiti, cronache, verbali e via dicendo, partendo nel percorso di anali dall'epoca italica prima della conquista romana, fino al Settecento, lasciò appunti di storia anche del territorio frentano lancianese, in parte pubblicati da Michele Scioli, in parte rielaborato dall'abate Romanelli, che utilizzò anche i manoscritti delle Antichità frentane del Pollidori suo concittadino.

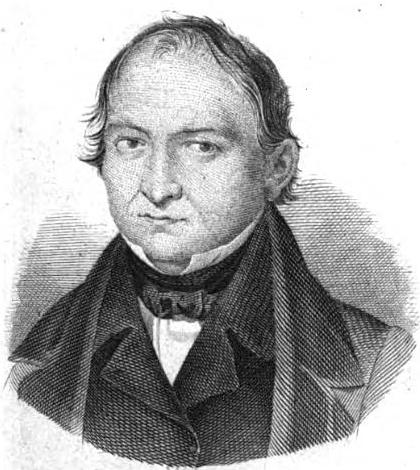
Gabriele Rossetti

La storiografia continuò anche nel primo Ottocento con il citato Romanelli per una raccolta di memorie su Lanciano Palma per Teramo e il Tulli, il canonico semisconosciuto Omobono Bocache che come l'Antinori raccolse diversi documenti antichi (alcuni falsificati), e nell'Ottocento avviato con Luigi Marchesani, che scrisse una storia di Vasto, con Gennaro Ravizza che si occupò di Chieti. Nell'ambito poetico il sentimento di libertà e di rivolta verso l'assolutismo borbonico continuò a perpetuarsi con Cesare De Horatiis, Carlo Madonna, Gian Vincenzo Pellicciotti, Michelangelo Castagna, Silvio Ciccarone, Giuseppe Andrea Angeloni, Raffaele Mezzanotte, Pasquale de Virgiliis che fondò a Chieti nel 1838 il "Giornale abruzzese", Panfilo Serafini, Alceste De Lollis, i baroni Luigi Dragonetti e Giuseppe Cappa nell'aquilano; nel sulmonese il barone Giampietro Tabassi con Leopoldo Dorrucci, Silvio Spaventa nel chietino, e soprattutto con Clemente de Caesaris, che avrebbe i moti di Penne, terminati con la condanna a morte degli insorti nel 1837 e la reclusione del poeta nel bagno borbonico a Pescara, da cui riuscì a evadere. Dello stesso sentimento, anche se dovette lasciare l'Italia dopo i moti a Napoli del 1820 per vivere per sempre a Londra in esilio, fu il vastese Gabriele Rossetti, nominato il "Tirteo d'Italia".
Naturalmente, sulla scia dei periodici comparsi in Italia già con il circolo di Pietro Verri, in Abruzzo nel primo Ottocento comparve la "Filologia abruzzese", dove venivano pubblicati gli articoli di diversi intellettuali su storia, cronaca contemporanea, e argomenti culturali vari. I padri culturali del Risorgimento abruzzese dunque furono De Caesaris e Giannina Milli; il primo era imbevuto di un classicismo e di un ribellismo tipicamente tratti da Ugo Foscolo, come l'affetto familiare, l'amore per la patria e il sentimento attraente della morte, mentre la Milli cercò più colloquio col popolo per trasmettere il sentimento di amore per la patria. In quest'epoca, il patriota e filologo aquilano Emidio Cappelli rappresentò la cultura della sua città. Si occupò di scrittura in versi, ispirandosi a Francesco Petrarca. Il suo capolavoro è La bella di Camarda (1857), novella sotto forma di poema in versi, che racconta le vicende di una ragazza del borgo aquilano di Camarda, Lucia, amante del soldato Nicandro, costretto a partire per la campagna napoleonica in Russia.

## Letteratura patriottica

### Clemente de Caesaris
Penne nel corso dell'800, durante la secolare appartenenza al Regno di Napoli (divenuto poi Regno delle due Sicilie nel 1816), capoluogo di Distretto fino al 1837. In quest'anno avvenne la rivolta popolare dei "Martiri Pennesi", fagocitata dall'anarchico intellettuale Clemente de Caesaris (1810-1837). I De Caesaris erano una famiglia molto nota a Penne, malgrado navigassero in cattive acque, poiché nel 1814 già il palazzo familiare era sede di incontri clandestini dei "carbonari". Nel 1837 Clemente infiammò il popolo con una serie di orazioni, come la famosa "Epistola al popolo" (1859), in cui diceva: i Re, i Signori, i ricchi si sono / divisi fra loro la terra, / inventando due tremende / parole, il mio e il tuo; / siepe di ferro fra te e i tuoi bisogni. / Nessuno ha diritto al superfluo / fino a che vi sarà un sol uomo / che manchi del necessario.
Insieme con i Mazziniani, Clemente scatenò il moto il 23 luglio insieme con Domenico de Caesaris suo zio, già partecipe ai moti del 1814 e del 1821, che riuscì a fuggire dopo la repressione dell'esercito. Gli insorti furono processati a Teramo, 8 di loro furono fucilati il 21 settembre. In ricordo dell'esecuzione a Penne nel 1913 verrà eretto un monumento commemorativo in Piazza XX Settembre, opera di Pasquale Morgante. Clemente venne arrestato il 7 marzo 1838 e tradotto nelle carceri di Teramo, dove scrisse poesie e lettere, con l'accusa di complicità con lo zio Domenico e il padre Nicola, subendo un processo per il quale scrisse una perduta Autodifesa. A Penne i cittadini, sebbene da una parte fosse ancora evidente il tipico sentimento secolare di ribellione popolare al potere, dall'altra si considerarono i De Caesaris come una famiglia maledetta. Clemente fu assolto, esiliato a Chieti, e nel 1848 con i moti italiani, organizzò una nuova rivolta, venendo arrestato nel 1849 col padre, lo zio, il cugino, con la nonna, la madre e la zia, infine condotto nel bagno penale di Pescara il 29 novembre 1850, condannato a otto anni insieme con il cugino Antonio.
In vista dell'Unità d'Italia, Clemente riuscì a espugnare il forte pescarese senza spargimento di sangue, corrompendo con l'oro alcuni soldati, aprendo così la strada a Vittorio Emanuele II, che era in visita negli Abruzzi nel 1860, prima a Castellammare Adriatico e Pescara e poi a Chieti. De Caesaris si conquistò le simpatie anche di Giuseppe Garibaldi, che lo definì "Prodittatore dei tre Abruzzi", con poteri assoluti; nel 1861 fu eletto deputato, ma si dimise. Intanto Penne entrò nel 1860 nel nuovo Regno Italiano, perdendo però il potere sul distretto francese dell'Abruzzo Ulteriore I, e venendo accorpata alla provincia di Teramo.

### Gabriele Rossetti
Gabriele Rossetti, nato a Vasto, fu influenzato sin dalla giovinezza dalla nuova corrente del liberismo e del giacobinismo francese. Infatti Gabriele visse in prima persona i moti popolari di matrice murattiana nel 1798-99, che portarono alla costituzione della Repubblica Partenopea, nella sua Vasto si costituì la repubblica Vastese: il municipalista Floriano Pietrocola, suo cugino, insieme ad altri liberali, fu trucidato da reazionari filoborbonici. Sarebbe stato questo episodio, insieme a molti altri, a influenzare profondamente il sentimento antireazionario del Rossetti; nel 1804 quando Gabriele andò a Napoli, la città era in subbuglio, tanto che Ferdinando IV di Borbone dovette abbandonare la capitale.
(Napoli, Simoniana, 1806)
La poesia piacque agli ambienti letterari napoletani, e anche al nuovo sovrano, che gli conferì l'incarico di Conservatore del Real Museo. Presto fu nominato poeta e librettista del Teatro San Carlo, per cui scrisse il Giulio Sabino, cui seguì il Natale di Alcide, azione drammatica rappresentata il 15 agosto 1809. Dopo l'occupazione di Gioacchino Murat, che venne incoronato Re di Napoli, Rossetti a Roma occupata fu nominato socio dell'Accademia Tiberina, e di quella degli Arcadi, assumendo lo pseudonimo di Filodauro Labediense, anche se la felicità durò poco, poiché nel 1815 il governo murattiano cadde, e venne nominato nuovamente Ferdinando IV di Borbone, come "Ferdinando I delle Due Sicilie".
Rossetti condannò il fatto con l'invettiva:
Successivamente Rossetti, iscrittosi alla Carboneria, vide l'insurrezione scoppiare il 2 luglio 1820, quando i sottotenenti Morelli e Silvati disertarono la guarnigione di Nola, dirigendosi ad Avellino. Il 9 luglio il Generale Pepe a capo dei carbonari e dell'esercito entrava a Napoli, Rossetti cambiò completamente registro per lo stile delle odi, passando dall'anacreontico al tirtaico, per questo venendo soprannominato più avanti il "Tirteo d'Italia".
Infatti Giosuè Carducci commentava riguardo all'ode "Sei pur bella con gli astri sul crine": «Inno splendido di immagini antiche e pure per lungo tempo declamato e cantato sommessamente da donne e fanciulli, e pure molesto alla polizia austriaca che nel processo al Conte Arrivabene fé carico di tenerlo e di darlo a leggere, e pure ferocemente inquisito dal Duca di Modena; inno le cui trenta strofe costarono al Poeta ben trent'anni di esilio e la morte in tera straniera.»
Il Rossetti acclamava così l'arrivo di Guglielmo Pepe:
E mentre il sovrano borbonico si recava nella chiesa di Santo Spirito per analizzare la Costituzione, il popolo si riuniva il 13 luglio attorno a Gabriele Rossetti, declamando: "Aire che attendi più? Lo scettro ispano / Già infranto cadde al suol, funesto esempio / A chi resta a regnar!"
Dopo che il Re ritirò la Costituzione, dopo averla concessa, Rossetti scrisse un opuscolo "Alla difesa, Cittadini", e l'ode famosa "Al campo, al campo", declamato dalla società Sebazia nel febbraio 1821. Rossetti scrisse odi anche in occasione della battaglia di Antrodoco, che fu persa dai liberali, il 23 marzo 1821: le truppe austriache entravano a Napoli: il marchese di Circello, presidente del governo provvisorio, promulgò un decreto con cui condannava a morte i carbonari e i murattiani, sicché il Rossetti, inserito nella lista di proscrizione, dovette abbandonare la città.
Oggi Rossetti è noto per lo più per il Commento analitico alla Commedia dantesca, che doveva constare inizialmente di 6 volumi, solo i primi relativi all'Inferno furono pubblicati tra il 1826-27. Il manoscritto dei due volumi del Purgatorio è stato donato alla Biblioteca comunale di Vasto (CH) dal figlio Guglielmo Michele in occasione della sua visita alla casa paterna nel 1893, e pubblicato solamente nel 1966 a cura di Pompeo Giannantonio. L'opera rossettiana segna una tappa fondamentale nella moderna esegesi dantesca dell'800, intende svelare insieme alla pubblicazione La Beatrice di Dante (1842) il linguaggio simbolico usato dal Sommo nella Divina Commedia per nascondere dottrine politiche e religiose ardite. Anche se tali interpretazioni furono osteggiate all'inizio, di recente sono state riproposte nella critica dantesca.
Nel 1846 con la pubblicazione a Parigi il Veggente in solitudine, presso la Società Letterati Italiani si aprì il dibattito per coniare una moneta con l'effigie del poeta, conio che avvenne grazie a Nicola Cerbara, che sul verso reca l'immagine di Giovan Battista Niccolini, storico e drammaturgo toscano, con la dedica: "A Gabriele Rossetti / Degl'invidiosi veri / Che da Dante / Fino a Muratori / Si gridarono / Propugnatore magnanimo / L'Italia riconoscente / A. MDCCCXXXXVII"
La fama rossettiana continuò anche dopo la sua morte, nel 1849 l'inno "Minaccioso l'Arcangel di guerra", musicato da Rossini, fu il canto principale dei garibaldini insieme a Fratelli d'Italia.
A Londra il Rossetti conobbe vari letterati e uomini di cultura e politica italiani esiliati, tra cui Ugo Foscolo, anche se nella sua Memoria non ne traccia un ricordo felice. Degli studi abruzzesi testimoniano come il Rossetti fosse un personaggio dall'eccezionale versatilità culturale, poiché in alcune lettere ad amici vastesi, come ai fratelli Palizzi, o all'amico Gabriele Smargiassi, si rivolgeva nel linguaggio colloquiale dialettale, e si dilettò anche di pittura.

## Gabriele D'Annunzio e lo stereotipo dell'Abruzzo primordiale

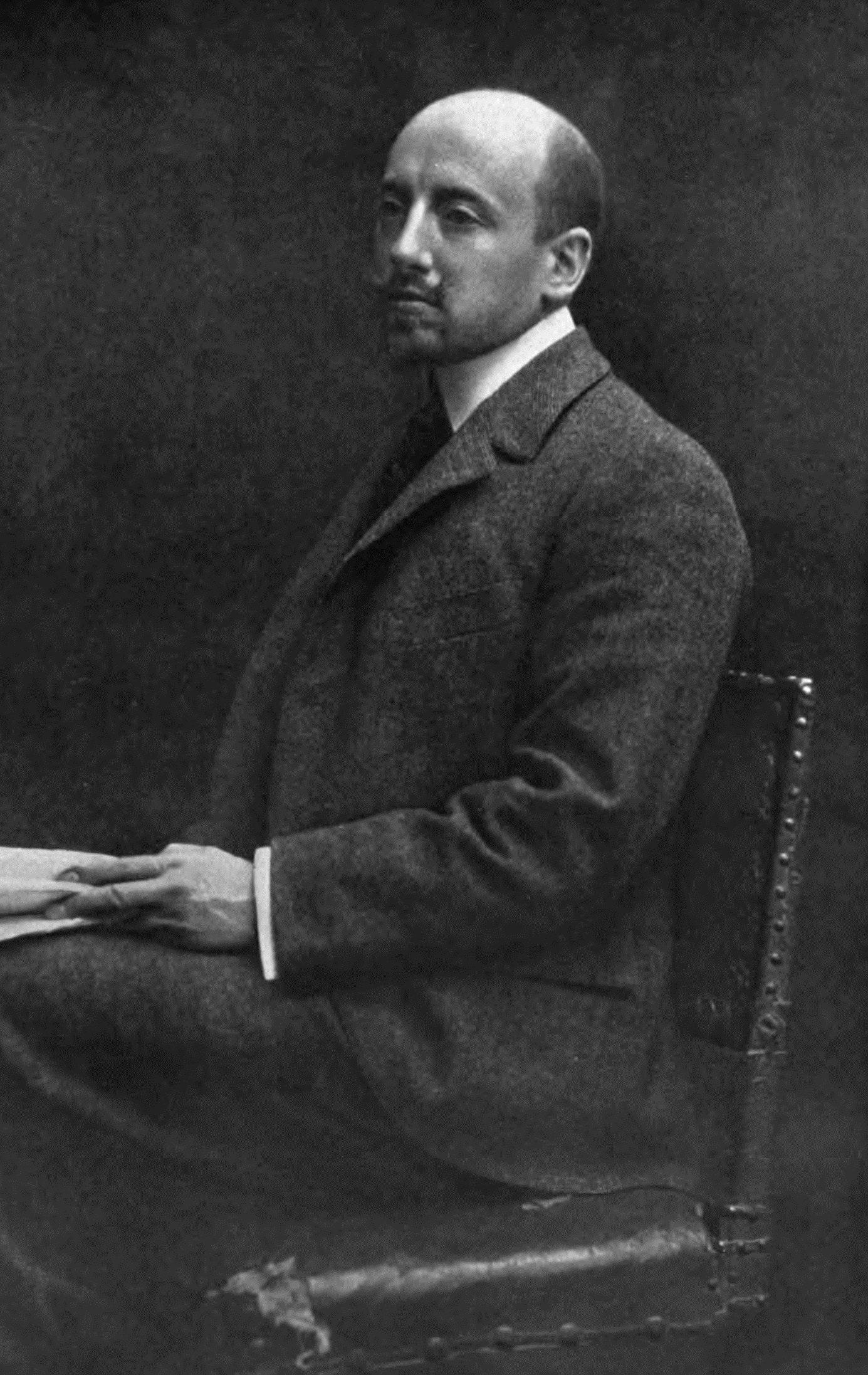
Gabriele d'Annunzio

Nel panorama culturale del circolo Michetti-D'Annunzio-Tosti, dove si forgiavano la moderna poesia e il moderno romanzo, ispirandosi al naturalismo e al verismo di Giovanni Verga, presero avvio anche altri interessi letterari fondamentali in Abruzzo, come la moderna ricerca dell'erudizione, l'archeologia e la saggistica. Un predecessore abruzzese della narrativa folcloristica fu Fedele Romani che racconterà la sua Colledara, paese del teramano alle pendici del Gran Sasso, una serie di racconti dal sapore fortemente memorialistico e autobiografico
Antonio De Nino di Sulmona infatti si occupò di ricerche archeologiche dei popoli italici dell'antico Sannio sul territorio peligno, ma si occupò anche di tradizioni e folclore abruzzese, Luigi Anelli, Gaetano Murolo e Gennaro Finamore presero a studiare scientificamente il dialetto abruzzese in sé e le sue innumerevoli sfaccettature territoriali e sub-regionali, compilando dei vocaboli e delle opere di studio in merito.
Gabriele D'Annunzio, seguito anche dal meno conosciuto Giuseppe Mezzanotte di Chieti, il quale si distaccherà dell'effervescenza panica dannunziana, elaborò una personale teorie letteraria, da usare sia nella poesia sia nel romanzo, per descrivere il paesaggio e la vita abruzzese, traendo spunto dalle ricerche antropologiche di De Nino. Già nelle prime prose di Terra vergine (1882), Libro delle vergini - San Pantaleone (1884-86), confluite poi nella raccolta Le novelle della Pescara (1902), d'Annunzio traccia due ritratti dell'Abruzzo, uno idilliaco, bucolico, con le tradizioni secoli saldamente presenti nei borghi e nello spirito degli abitanti, come se il passare dei secoli non avesse intaccato il clima sacro-profano e tradizionale della vita locale; dall'altro un ritratto abbastanza riduttivo della regione, che circoscrive solo il territorio chietino-pescarese. Sia nelle prose sia nelle poesie, come Canto novo (1881) e Alcyone, terzo libro del ciclo delle Laudi (1903-18), il poeta rievoca il paesaggio abruzzese, solitamente incentrandosi sulla fascia campestre tra Chieti e Pescara, e solo ne Il trionfo della morte e in La figlia di Jorio spostandosi anche a Guardiagrele, Lama dei Peligni e sulla costa dei Trabocchi. Per d'Annunzio, come anche per Mezzanotte, il paesaggio e la condizione sociale dei miseri popolani condiziona fortemente il loro carattere crudele, animalesco e quasi primitivo, a differenza della maniera in cui rappresenta i borghesi e i nobili, nella tipica maniera del decadentismo d'ispirazione romana.
Dall'altro lato, in vista della ripresa del verismo che si concentrava sulle classi basse siciliane alla maniera del Verga, d'Annunzio tracciò dei ritratti compiaciuti e spietati delle passioni e della violenza dei villici abruzzesi, dove la ferocia scaturisce nei racconti specialmente da condizioni disagiate oppure da momenti di effusione bacchica durante processioni o riti sacri di massima tensione emotiva.
Questo modello di rappresentare l'Abruzzo bucolico-bestiale sarà ricorrente in quasi tutte le opere dannunziane dove si parla della regione, soprattutto ne Il trionfo della morte (1894) e in La figlia di Jorio (1904).
Benché d'Annunzio sia stato il primo a inserire in prosa bozzetti d'invenzione originale, amalgamando tradizione popolare e schemi tematici che nel tardo Ottocento erano al centro dell'attenzione nazionale, ossia il verismo di Giovanni Verga, c'è poco di verista in quanto le distanze tra la prosa aulica dannunziana e l'uso del dialetto pescarese per far parlare i personaggi cozza particolarmente con le leggi verghiane della forma inerente al soggetto e della regressione.
Dello stesso parere, ma in maniera meno patetica, fu Giuseppe Mezzanotte, che arrivò addirittura a pensare una teoria personale sul motivo della bestialità popolare abruzzese introdotta da D'Annunzio nel panorama culturale internazionale, supponendo nei suoi racconti che nelle zone litorali il vento del garbino condizioni fortemente l'equilibrio emotivo dei popoli. Altri autori che sulla scia di d'Annunzio composero testi, in forma di prosa, scrivendo bozzetti di stampo verista abruzzese, furono Domenico Ciampoli e Edoardo Scarfoglio.

### L'Abruzzo nelle novelle dannunziane
La produzione poetica, novellistica e romanzesca dannunziana è indissolubilmente legata alla natia terra d'Abruzzo. Sin dalla prima opera poetica, pubblica a Lanciano dall'editore Carabba: Primo vere (1879), si intravede il sentimento dannunziano appassionato per la sua regione, vincolato da una buona dose di classicismo e parnassianesimo tipico di Carducci, a cui il poeta si ispirò sino alla fine dell'800 per i suoi componimenti. L'Abruzzo evocato da D'Annunzio sia in questa raccolta, sia nella successiva Canto novo (1881), fa da sfondo naturale indefinito, inquadrato solo nella sua spontaneità, nella sua selvaggia bellezza naturale delle colline, delle montagne, dei fiumi, per la celebrazione degli amori del poeta, come ad esempio quello per Elda Zucconi in Canto novo, quando il poeta ricorda le estati passate a Francavilla al Mare.

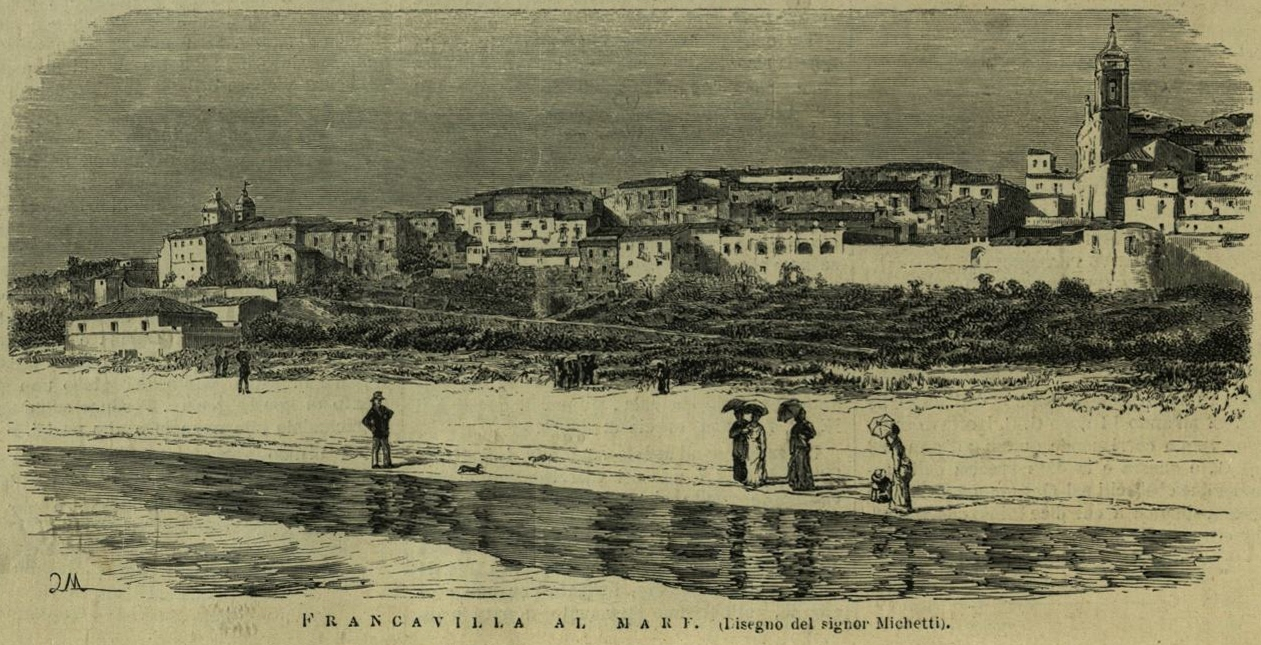
Francavilla disegnata ad acquarello da Michetti, 1877

L'Abruzzo dannunziano è stato tuttavia inizialmente mal interpretato dalla critica, poiché dal punto di vista patriottico e sentimentale, specialmente durante l'epoca fascista, è stato inquadrato solamente nella sua molteplicità di popoli, tradizioni e paesaggi, e unicamente in una parte del territorio chietino-pescarese, cara allo scrittore. Infatti, D'Annunzio nella sua vita non ha mai frequentato né celebrato altri luoghi come L'Aquila, il territorio vestino, l'area marsicana o Vasto, in quanto i suoi luoghi prediletti furono la città natale di Pescara, Francavilla (in cui l'amico pittore Francesco Paolo Michetti risiedette nel cenacolo del convento di Sant'Antonio), Ortona (per la presenza del venerando musicista Francesco Paolo Tosti e del pittore Basilio Cascella), Chieti (per la presenza di vari intellettuali quali Giuseppe Mezzanotte, Edoardo Scarfoglio, e Costantino Barbella). Al massimo si spinse fino a Teramo, come ricorda una citazione affissa sul teatro romano di Guardiagrele che lo ispirò per il romanzo Il trionfo della morte (1894), a Scanno e ai borghi della valle del Sagittario, in un viaggio del 1896, quando Michetti e D'Annunzio incontrarono anche l'archeologo e studioso di tradizioni abruzzesi Antonio De Nino, che fu la sua fonte d'ispirazione per la tragedia La fiaccola sotto il moggio (1905).
Insieme alle prime opere poetiche, D'Annunzio, nei primi anni '80 dell'Ottocento, nei salotti romani, propose dapprima nei suoi quotidiani e poi in raccolta dei bozzetti naturalistici, di stampo verista, ispirati a Vita dei campi di Giovanni Verga, discostandosi però dalla vena del maestro siciliano quanto a uso del dialetto, e dello stile ricco e adorno di classicismi da parte della voce narrante, eliminando anche la tecnica dell'impersonalità verghiana per la forma inerente al soggetto. Il sentimento di D'Annunzio era tutto votato all'esaltazione e a rendere protagonista la natura aspra e selvaggia dell'Abruzzo, vale a dire della parte collinare-costiera compresa tra i fiumi Alento e Aterno (Chieti, Pescara, Francavilla, Miglianico, Ripa), un sentimento che in un certo senso venne condiviso anche dallo scrittore teatino Giuseppe Mezzanotte, che elaborò una sua personale tesi sugli istinti quasi primordiali degli abruzzesi dell'Adriatico, condizionati emotivamente e fisicamente dal garbino, che li renderebbe così feroci e animaleschi.
Queste opere del poeta sono Terra vergine (11 bozzetti, 1882), Il libro delle vergini (4 bozzetti, 1884) e San Pantaleone (17 bozzetti, 1886), che verranno rielaborate in una sola raccolta rivista, Le novelle della Pescara, pubblicate da Treves editore (1902) e poi da Mondadori.
Con l'eccezione della novella aprente della raccolta finale, La vergine Orsola, ripresa dalla prima novella de Il libro delle vergini edito da Sommaruga, le altre sono prese dalle precedenti raccolte. La raccolta del libro delle Vergini si differenzia per l'suo di uno stile più parnassiano che naturalista, votato alla celebrazione del sentimento amoroso, sia nei suoi aspetti positivi sia distruttivi, così come l'amore casto per Cristo della vergine Orsola che, verrò corrotto dalla dissolutezza dei piaceri materiali, sino alla rovina finale; le altre raccolte, come detto, rappresentano piccoli squarci di vita chietino-pescarese, con vari riferimenti alla realtà contemporanea, soprattutto per Pescara: una città da una parte (quartiere Porta Nuova), ancora legata all'antico passato di città-fortezza con le mura delle caserme, delle carceri, dell'economia peschereccia, dall'altra Castellammare, il villaggio dei ferrovieri sorto nel 1863, e che poi già una ventina d'anni dopo era divenuta una cittadina da riviera per il turismo alto borghese, con i caffè, i teatri, gli stabilimenti balneari.
A Pescara è contrapposto un mondo ancestrale, rappresentato dai barcaioli della Pescara, dai contadini, dai pastori transumanti che vanno per i tratturi, da proletari, da ammalati, infermi, pazzi furiosi, temi spesso cari al poeta, che da una parte si rifà alla realtà, dall'altra esagera volutamente stereotipi e sentimenti alto borghesi di disprezzo verso il proletario e il misero, stuzzicando anche l'appetito tipico romano verso ciò che è ignoto, dato che ancora nella seconda metà dell'Ottocento, soprattutto nei salotti dell'Urbe frequentati da D'Annunzio, l'Abruzzo era una terra sconosciuta, e vista per mezzo di leggende e fantasie.
Soprattutto nelle storie del San Pantaleone, sono presenti elementi che ispirarono anche nella realtà D'Annunzio e Michetti, vale a dire esorcismi, funerali di ragazzi morti di stenti o dal colera, riti cristiani semi-pagani, come la festa del Serpenti di Cocullo, o il pellegrinaggio alla Madonna dei Miracoli di Casalbordino, verranno ripresi in Il trionfo della morte e I morticini e Le serpi; mentre il rito sacro di San Pantaleone a Miglianico (CH) sarà il motivo di scontro furioso e fanatico di due confraternite e dei paesani, per la novella Gl'idolatri.

## L'etnoantropologia di De Nino, Finamore e Pansa
Nella metà dell'Ottocento, subito dopo l'unità d'Italia, fiorì in Abruzzo l'interesse, impostato sul rigore scientifico dell'antropologia e della demologia, per la cultura tradizionale e il folklore locale, con saggi su alcune pratiche religiose, devozionali, scaramantiche, sulle festività, e anche l'interesse sugli studi delle varie inflessioni del dialetto abruzzese, e la trascrizione di novelle, fiabe e filastrocche in dialetto da anziani contadini.

### Antonio De Nino

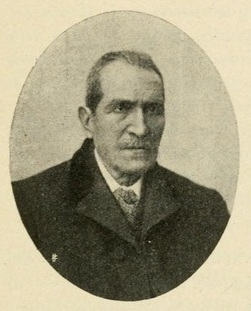
Antonio De Nino

Antonio De Nino, nato a Pratola Peligna vicino a Sulmona, si distinse da giovane nel campo della ricerca archeologica con saggi sulle antiche popolazioni italiche che si trovavano in Abruzzo, in particolare i Sanniti Peligni e Pentri, nonché i Vestini e gli Equi, quelli che popolavano la sua area peligno-subequana, e l'area dell'alto Sangro tra Castel di Sangro e Alfedena. Molte scoperte archeologiche di città antiche scomparse, di vestigia e monumenti, oggetti scultorei, nonché la riscoperta della città italica di Corfinium, vicino a Sulmona, dono dovute a De Nino, che catalogò non solo le scoperte, ma si propose anche di creare un sommario dei monumenti architettonici dell'Abruzzo, abbazie, chiese, castelli, opere scultoree, con la consulenza storica dell'amico Émile Bertaux, che alla fine dell'800 compì un viaggio tra la valle Peligna e la Marsica, accompagnato anche dai giovani Gabriele D'Annunzio e Francesco Paolo Michetti, che rimarranno impressionati dalle aree vergini di Scanno, Cocullo (il rito dei serpari), Sulmona, la grotta del Cavallone nella valle dell'Aventino, che riproporranno poi nelle loro opere.
Oltre al De Nino archeologo, esiste anche il De Nino folklorista, poiché con lo stesso metodo scientifico dell'archeologia, egli raccolse le informazioni storiche dei vari usi e costumi tradizionali dei popoli abruzzesi. Raccolse questi studi negli Usi Abruzzesi (1879), pubblicato a Firenze per i tipi di Barbera, lo dedicò all'amico Atto Vannucci; negli anni seguente pubblicò altri 5 volumi degli usi, non arrivando però a pubblicare il settimo per la morte nel 1907 nella sua casa a Sulmona in via Sangro 5. Questi volumi verranno analizzati e consultati dallo storico abruzzese Giovanni Pansa per la pubblicazione nel 1924 dei Miti, leggende e superstizioni d'Abruzzo in 2 volumi.
De Nino è ritenuto l'archetipo dell'intellettuale abruzzese del XIX-XX secolo, apprezzato da scienziati, archeologi, storici e anche letterati e poeti quali Gabriele D'Annunzio, con cui compì un viaggio nel 1896 tra Scanno, Sulmona e Anversa degli Abruzzi, e che gli fornirà le informazioni necessarie per la realizzazione della tragedia La fiaccola sotto il moggio (1905) ambientata nell'antico castello De Sangro di Anversa; mentre quanto alle località di Villalago e Cocullo, De Nino ispirò lo stesso D'Annunzio e il pittore Francesco Paolo Michetti riguardo alle leggende dei serpari, per la venerazione di San Domenico di Foligno.

### Usi e costumi abruzzesidi Antonio De Nino
Sono una vasta opera divisa in 5 libri, si ipotizza che De Nino ne progettasse anche un sesto. Questi volumi rappresentano la prima opera ufficiale di antropologia e demologia abruzzese, compiuta da un uomo del posto, e non da studiosi esterni. Benché già nella metà del '900 l'opera risultasse piuttosto obsoleta, più che altro una "raccolta da manuale elementare di folklore", come la definì lo studioso conterraneo Giovanni Pansa, i testi di De Nino sono ancora oggi di fondamentale importanza per comprendere alcune pratiche popolari oggi del tutto estinte, o esistenti in forma estremamente limitato presso gli anziani. Il primo testo degli "usi e costumi" si mostra come una raccolta disordinata di appunti e articoletti di poche pagine riguardanti curiosità che principalmente riguardano la fascia peligna, tra Sulmona e Pratola; è evidente che manca ancora il rigore scientifico della ricerca che si troverà in parte negli studi di Gennaro Finamore, e ancor più in Giovanni Pansa, che confrontò alcune usanze abruzzesi con altre sparse per il resto del mondo.
Il metodo di ricerca deniniano è puramente incentrato sul ricordo personale di antiche pratiche che ha sentito tramandarsi dalle genti della sua terra, pur avendo lo scrupolo di annotare le località di provenienza di tali pratiche e leggende. A partire dal secondo tomo degli "usi e costumi", De Nino ha strutturato in categorie le usanze abruzzesi riportate:
- Usi e costumi Abruzzesi, Firenze, Barbera, vol. I (1879), la prima parte si concentra su usanze varie, inserite senza uno specifico ordine, ciò tradisce una fase embrionale e non ancora definita del progetto monumentale che De Nino si assumeva di scrivere.
- Tomo II, 1881, Il percorso della vita: qui De Nino traccia il ciclo della vita all'abruzzese, partendo dal matrimonio (con lunga digressione sulle usanze di Scanno), fino ad arrivare alle tappe fondamentali dell'esistenza: la nascita, la fanciullezza, i giochi da ragazzo, le usanze da adulto, e infine le pratiche funebri. Molto spazio dell'opera è dedicato ai giochi fanciulleschi.
- Tomo III, 1883, "Fiabe popolari", Tomo. IV, 1887, "Sacre leggende", come si vede, molto spazio dell'opera omnia degli "usti e costumi", è dedicato alla trascrizione in italiano delle fiabe popolari, molte delle quali rielaborate da miti antichi o fatti storici che riguardarono l'Abruzzo, occupazione romana, invasioni saracene, turche, terremoti, oppure rielaborazioni di fiabe popolari europee trascritte dai fratelli Grimm, da Perrault, da Basile, ecc. Quasi tutte le favole riportano l'introduzione e la conclusione con filastrocche poetiche in dialetto cantate dalle madri o dalle nonne che raccontano la favola, e come sempre in appendice ci sono le note delle località cui appartengono queste favole, con le relative varianti di luogo in luogo. Anche il tomo IV dedicato alle leggende sacre dei santi, delle apparizioni mariane o di Gesù ai popolani abruzzesi, è molto interessante, poiché alcuni passi sono delle vere e proprie filastrocche trascritte in dialetto, inerenti al ciclo della Passione, della Resurrezione, della Flagellazione, o inni sacri ai santi, che alcuni studiosi hanno confrontato con i laudari e le lamentationes medievali del XIII-XIV secolo.

Tomo V, 1891, Rimedi medici, qui Antonio De Nino descrive, classificandoli in mali dell'occhio, mali del ventre, accidenti, sbucciature, ecc i rimedi tipici dei popoli abruzzesi per guarirli. Verranno ampiamente ripresi anche da Gennaro Finamore per i suoi studi delle Tradizioni popolari abruzzesi.

### Gennaro Finamore
I primi testi di studio del Finamore, riguardano il suo paese di Gessopalena: "Delle condizioni economico-agricole di Gessopalena" e "Canti popolari di Gessopalena", la prima risente dell'influsso del positivismo nella modernizzazione rurale del paese, il secondo è il primo frutto dell'interesse di Finamore per la tradizione popolare abruzzese e il linguaggio dialettale.
Nel 1880 a Lanciano era nata da un anno la casa editrice "Carabba", fondata da Rocco Carabba, che mise in moto un fermento culturale, Finamore vi pubblicò i primi studi del "Vocabolario dell'uso abruzzese", incentrandosi all'inizio sulla parlata di Gessopalena. L'opera rispecchia i risultati delle indagini dialettologiche svolte da Finamore nel suo paese, comprendeva appunti grammaticali e fonologici, elementi di etimologia, fraseologia e folklore, e in appendice vi erano i proverbi e i canti popolari locali.
Il Dizionario fu accolto positivamente dalla critica, in particolare dal filologo Francesco d'Ovidio; nel 1893 ci fu la seconda edizione del Vocabolario, a Città di Castello, in cui Finamore affrontava altre parlate della regione Abruzzo, in particolare Lanciano.
Dall'amicizia con Giuseppe Pitrè, nacquero i saggi sul folklore abruzzese, le Storie popolari in versi (1882), le Tradizioni popolari d'Abruzzo (1883-84), le Novelle popolari d'Abruzzo (1889), che vennero raccolte alla fine dell'800 in un solo volume stampato da Carabba. Il primo volume comprende 112 novelle in dialetto, trascritte dalle campagnole locali, la seconda parte ha 665 canti abruzzesi in dialetto, suddivisi per genere (canti di fanciullezza, d'amore, scherzosi, sentensiosi).
Tra le ultime opere si ricordano Credenze, usi e costumi abruzzesi / Tradizioni popolari abruzzesi, inseriti nel VII-XIX volume della collana Curiosità popolari tradizionali a cura del Pitrè, pubblicata a Palermo. Dopo Antonio De Nino con i suoi 5 volumi degli Usi e costumi abruzzesi, Finamore fu il secondo a occuparsi di materia popolare abruzzese, i suoi studi furono ordinati per materia, meteorologia, astronomia, ciclo annuale delle festività religiose, corredati da fraseologia dialettale in base alla località di provenienza della materia folkloristica. La sua opera ottenne ampio successo, e venne analizzata anche da Giovanni Pansa per i suoi saggi dei Miti, leggende e superstizioni d'Abruzzo (1924-27, Sulmona).
A Lanciano, dove insegno al Liceo ginnasio "Vittorio Emanuele II", Finamore fu insieme al poeta locale Cesare De Titta, fervente sostenitore dello studio del dialetto con il saggio Dialetto e lingua. Avviamento dell'italiano nelle nostre scuole (1914); secondo Finamore occorreva impartire agli scolarsi un adeguato insegnamento pratico del toscano, assecondando le tendenze didattiche prevalenti, pur conservando la cultural del dialetto locale. Molti suoi manoscritti, dopo la morte di Finamore nel 1923, dopo la vendita del palazzo Finamore di Gessopalena, furono trasferiti nel palazzo omonimo in Sant'Eusanio del Sangro, vicino a Lanciano, dove si costituì una biblioteca, arricchitasi con altre donazioni da Lanciano, Chieti, Ortona.

### Giovanni Pansa
La fama di Pansa è dovuta alla pubblicazione in due volumi dei Miti, leggende e superstizioni d'Abruzzo, uno studio molto dettagliato delle ricerche dello storico, con adeguato apparato bibliografico e di note (si ispirò molto agli Usi e costumi d'Abruzzo de De Nino) sulle leggende popolari abruzzesi tramandate dagli abitanti delle varie terre e sub-regioni dell'ex Giustizierato federiciano. Nella stesura dell'opera, inizialmente prevista in 3 volumi, ma interrotta dalla morte del Pansa nel 1929, lo studioso considerò il folklore e il naturale approdo di un percorso scientifico, che aveva visto come passaggi obbligati non solo la storia e l'archeologia, ma anche la numismatica, per i problemi che essa pone nell'interpretazione delle rappresentazioni simboliche scelte per trasmettere un messaggio all'immaginario collettivo.,

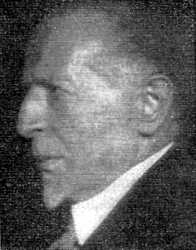
Domenico Ciampoli

Le leggende, i miti, le tradizioni, sono raggruppate per sezioni e tematiche: si procede con un tema specifico della tradizione popolare, descrivendo la macro-regione, al provincia, la contrada dove tale folklore si manifesta, si analizzano le probabili cause storiche che ne hanno influenzato la diffusione, e si fanno comparazioni storiche con le principali vicende storiche dell'Abruzzo, successivamente, dopo aver analizzato adeguatamente le fonti, il Pansa inizia la narrazione del mito o della tradizione folkloristica, descrivendone le minuzie e le differenti versioni paese per paese dove essa è praticata. Si ricordano le leggende del mare,e della montagna, delle streghe, dei malocchi, dei mostri della montagna, ma anche aneddoti sui santi, come San Leucio di Atessa, Celestino V dell'Aquila, o San Tommaso di Ortona.
Insieme alle ricerche di De Nino, il volume servì a molti scrittori abruzzesi, D'Annunzio compreso, per la narrazione di alcune tradizioni popolari dell'ambiente scelto per le storie dei loro romanzi, come le streghe di Guardiagrele per Il trionfo della morte di D'Annunzio (1894), o sempre per lo stesso romanzo il rito di esorcismo in una casa, oppure la processione della Madonna dei Miracoli a Casalbordino.
Ampio spazio è dedicato, con appendice di documenti, alla leggenda di San Tommaso di Ortona, al ciclo di Carlo Magno in Abruzzo e alle leggende del mago Pietro Bailardo e della maga Angiolina, sull'origine del lago di Scanno, prendendo come fonte il testo poetico inedito de l'Antifornario di Berosia (XVII secolo), un poema epico in ottave scritto da un intellettuale scannese, ispirato ai canti e alle composizioni poetiche dei pastori della valle del Sagittario, che celebravano i miti su Carlo Magno e la guerra dei Cristiani contro Saraceni in Abruzzo.

### Domenico Ciampoli
Domenico Ciampoli, nato ad Atessa (CH), insieme a D'Annunzio e Mezzanotte, fu il compositore di novelle a carattere verista. Pubblicò varie raccolte di novelle e fiabe popolari: Bianca del Sangro (1878), Fiori di monte (1878), Fiabe abruzzesi (1880), Racconti abruzzesi (1880), Trecce nere (1882), Cicuta (1884), Fra le selve (1891), alle quali seguirono, dal 1884 al 1897, cinque romanzi influenzati dal D'Annunzio: Diana, Roccamarina, Il Pinturicchio, L'invisibile e Il Barone di S. Giorgio. Collaborò, nella ricerca di leggende popolari, specialmente su quella del drago di San Leucio di Atessa, anche con gli antropologi Pansa e Finamore.
Le storie a carattere fiabesco, come Il duca zoppo di Popoli - La rupe della Zita - Poema di Corradino, sono abbastanza brevi, e prendono il modello verghiano tipico di Storia di una Capinera, ossia hanno l'inizio in cui l'autore si sofferma su un particolare durante il soggiorno a casa o durante il viaggio, e rievoca un'antica leggenda, lasciando dunque trasparire la tipica vena di ironia e distacco dell'uomo del positivismo verso queste leggende. Cosa diversa è per le novelle di stampo verghaimo, come Trecce nere - Cicuta - La strega, che sembrano seguire un tipico modus operandi ciampoliano, la descrizione del paesaggio con particolari naturalistici, il soffermarsi sul dettaglio dei costumi popolari, dei vestiti, dell'aspetto fisico, sempre con sovrabbondanza di particolari anatomici, che invitano il lettore a immedesimarsi nelle dure condizioni di vita dei protagonisti, sempre dei contadini dei pastori, o delle ragazze di campagna. Quasi come D'Annunzio, il Ciampoli sembra insistere nell'affermare il triste destino di morte, che spesso tocca alle protagonisti, vittime di una società barbara e dura, che le porta alla distruzione o al suicidio.

## La Deputazione abruzzese di storia patria "A.L. Antinori" (L'Aquila) e le Riviste abruzzesi
La Deputazione fu fondata all'Aquila il 26 settembre 1888 come Società di Storia Patria per gli Abruzzi "Anton Ludovico Antinori", con Regio Decreto del 1910 venne elevata a Regia Deputazione di storia patria degli Abruzzi, con approvazione del Ministro della Pubblica Istruzione Onorevole Daneo. Nel secondo dopoguerra ci fu l'aggiornamento dello Statuto con la firma del Presidente della Repubblica Luigi Einaudi, con la controfirma del Ministro Onorevole Gonella (1950).
Al momento della fondazione del 1888, fu acclamato socio onorario il Ministro Paolo Boselli; tra i soci fondatori ci furono Theodor Mommsen, Ferdinando Gregorovius, Vincenzo De Bartholomaeis, Alessandro d'Ancona, il Renier, il Villaril, il barone Raffaele Cappelli, Francesco Savini, Giuseppe Rivera, Antonio De Nino, Giovanni Pansa. Nel 1890 la deputazione collaborò con Benedetto Croce, poi Felice Tocco con i volumi I Fraticelli o poveri eremiti di Celestino, mentre Paul Sabatier studiò la biblioteca del Fondo "San Giovanni di Capestrano", presso il convento dei Francescani di Capestrano (AQ)
Dopo il Croce, nella deputazione furono iscritti Filippo Masci, Nunzio Federico Faraglia, Vincenzo de Bartholomaeis, Giulio de Petra, Vincenzo Balzano, Gennaro Finamore, Giuseppe de Blasiis, Antonio De Nino,, Carlo Ignazio Gavini, Giovanni Pansa. Nel 1911 aderirono Vincenzo Federici, Enrico Carusi, Luigi Serra, Ernesto Monaci; costui a Napoli scopri il Laudario aquilano e La leggenda di Santa Caterina, opere in versi composte dallo storico Buccio di Ranallo dell'Aquila (XIV secolo), l'autore della più famosa Cronica rimata della città, dalla fondazione nel 1254 sino all'anno 1362. L'attività della deputazione non si limitò in quegli anni solo a raccogliere informazioni storiche dell'Abruzzo, dei monumenti, delle città, e dei personaggi illustri, ma in collaborazione con il Governo e le politiche della regione, si adoperarono per il restauro dell'abbazia di San Clemente a Casauria, da anni in abbandono (presero impegno il Chini, il Cipolla, il de Bartholomaeis).

Benedetto Croce, membro onorario sino al 1934

Pietro Fedele si occupò della ricerca riguardo al "Teatro abruzzese del Medioevo". Nel 1914 alla Società di Storia Patria per gli Abruzzi aderirono Francesco Filomusi Guelfi dell'Aquila e Gioacchino Vole di Gessopalena; nel 1918 Brasmo Percopo e Mauro Inguagnez, poi Francesco d'Ovidio, Padre Aniceto Chiappini francescano; nel 1921 aderiscono Ettore Paris e Nicola Barone, nel 1922 Enrico Abbate alpinista, che compose le Guide del Gran Sasso e dell'Abruzzo (CAI sez. L'Aquila), poi Antonio Panella, Francesco Torraca, Giovanni Gentile. Nel 1924 divenne socio Roberto Cessi, che già nel 1908 aveva collaborato al Bullettino col suo studio Notizie e documenti intorno alla vita di San Giovanni di Capistrano, con ricerche presso le biblioteche di Padova.
Ancora oggi la Deputazione Abruzzese è attiva negli studi di abruzzesistica, con particolare riferimento al territorio aquilano, e a cadenza biennale esce il fascicolo del Bullettino.
Altre riviste abruzzesi di interesse tra fine dell'800 e inizio del '900 furono la Rivista Abruzzese di Scienze, Lettere e Arti (RASLA) di Teramo, fondata da Pannella e Savorini nel 1886, attiva sino al 1919, cui aderirono Francesco Savini, Antonio De Nino, Giovanni Pansa, Gennaro Finamore e Francesco Verlengia tra i maggiori collaboratori, col compito di far conoscere aspetti poco noti dell'Abruzzo, riprendendo il programma voluto nel 1836 dal De Virgiliis del "Giornale abruzzese"; in seguito Pansa propose anche un progetto personale della Rassegna Abruzzese di Scienze, Lettere e Arti a Sulmona, in collaborazione editoriale con la Casa Carabba di Lanciano (1897-1900). Anche i giornali locali come il Corriere Frentano (Lanciano), la casa editrice De Arcangelis di Casalbordino (che nel 1933-1940 pubblicherà i tre volumi del Convegno storico Abruzzese-Molisano tenutosi a Roma nel 1931), la casa editrice Carabba fondata da Rocco Carabba, la Palestra Aternina, il Bollettino dell'Istituto d'Arte di Roma rimarranno vigili nella ricerca e nell'indagine del patrimonio archeologico e artistico abruzzese.

## Letteratura dialettale: da Modesto Della Porta a Cesare Fagiani
Dopo gli esperimenti dello scannese Romualdo Parente, con la descrizione del matrimonio tipico di Scanno, dei "sonetti di Colledara" di Fedele Romani, alle soglie del '900 ci furono altri poeti occasionali che si cimentarono con poesie e racconti in vernacolo locale: Luigi Brigiotti di Teramo, Giuseppe Paparella di Tocco da Casauria con Lu brinnese de nu cafone, scoperto dal Finamore e pubblicato sulla RASLA, o sempre una satura dal titolo "Verbum Caro" dell'arciprete teramano Antonio Basilicati, pubblicato nella Rivista abruzzese di Verlengia, ma composto nella seconda metà dell'800, in cui il prelato si diverte nell'elencare una sfilza di difetti di ciascun personaggio dei centri dell'ex Abruzzo Ultra I del mandamento di Teramo e di Penne, usando gli appositi dialetti.
Dopo la pubblicazione delle raccolte Strada facenne e Fujj'ammèsche di Brigiotti e Anelli, in dialetto teramano e vastese, il primo poeta che volle sperimentare l'uso del vernacolo, innanzitutto capendo il valore di una koinè dialettale abruzzese (la chietino-pescarese), e uscendo fuori dagli schemi della satira, della goliardia e del tema bozzettistico, fu Alfredo Luciani con la raccolta Stelle lucente (1913).
Nello stesso tempo anche D'Annunzio si cimentò in alcune liriche dialettali pescaresi, mentre proprio tra Otto e Novecento nasceva anche la canzonetta dialettale abruzzese, con Tommaso Bruni, Francesco Paolo Tosti, De Titta e Luigi Dommarco, che saranno i protagonisti dagli anni '20 in poi delle Maggiolate abruzzesi a cadenza annuale presso Ortona.

### Modesto Della Porta

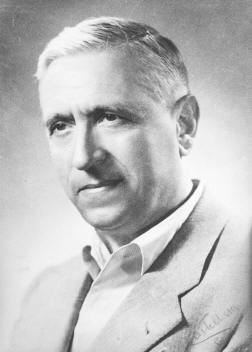
Antonio Di Jorio, musicista che partecipò a vari festival folkloristici abruzzesi

Nato a Guardiagrele, non esercitò come attività principale l'attività di poeta, ma fu un sarto, nonché partecipava come componente della banda civica alle feste. Le sue poesie in dialetto guardiese tuttavia presto sono divenute un patrimonio della sua piccola patria, le persone di Guardiagrele hanno fatto loro i vari componimenti modestiani che spesso e volentieri erano delle riflessioni sul senso della vita e sulla rassegnazione delle condizioni misere di alcuni soggetti descritti, sempre però facendo apparire una sottile vena satirica e ironica, come strumento di momentaneo riscatto verso l'oppressore di turno o la condizione sociale dettata dalla natura.
Pubblicò "Ta-pù: lu trumbone d'accumpagnamente)", è un lavoro composto nel 1920, che dà il titolo alla raccolta di poesie pubblicate dall'editore Carabba di Lanciano.
Nell'opera Modesto Della Porta rappresenta un calzolaio, suonatore del trombone d'accompagnamento, strumento musicale presente nelle bande, il cui unico suono è, appunto, "Ta-pù". Le poesie più celebri sono: Nu sem nu - Serenate a mamme - La cocce de San Dunate - La Nuvène de Natale.
Serenate a Mamma

O Ma', se quacche notte mi ve ‘nmente,

ti vujje fa' na bella 'mpruvisate

t'aja minì a purtà na serenate

'nche stu trombone d'accumpagnamente.

Né ride, Ma', le sacce: lu strumente

è ruzze e chi le sone nen te fiate,

ma zitte, ca se cojje lu mumente,

capace ca l'accucchie na sunate.

Quande lu vicinate s'arisbejje,

sentenneme suna', forse pu' dire:

“vijat'a jsse coma sta cuntente”!

Ma tu che mi cunusce nen ti sbejje:

li si ca ugne suffiate è nu suspire,

li si ca ugne mutive è nu lamente!

### Cesare De Titta
Nato nel paesetto di Sant'Eusanio del Sangro vicino a Lanciano, definita nei suoi canti abruzzesi "Fiorinvalle di Terra d'Oro", De Titta amava definirsi poeta delle tre lingue, perché avendo studiato al seminario diocesano lancianese, conosceva il latino, l'italiano e il dialetto, e compose carmi in tutte e tre le lingue diverse, molti dei quali dedicati all'Abruzzo e alla sua terra, nonché alcune tragedie e commedie, per l'editore di Lanciano "Rocco Carabba": A la fonte - La scuncordie. Avendo studiato e lette i testi di Virgilio, Catullo, nonché impregnato del classicismo tipico di Giosuè Carducci, De Tutta nelle sue poesie predilesse la passione e il ricordo della sua terra natia, vergine, immacolata, carezzata dalla mole della Majella e del Montecorno (il Gran Sasso), prediligendo topoi a lui molto cari, come la fonte vecchia di Sant'Eusanio, dove le lavandaie andavano a lavare e stendere i panni, prima dell'installazione del moderno acquedotto in piazza.
(Dalla canzone S'è cupertë de neve la Majelle, dell'edizione Terra d'Oro)
Molte poesie infatti sono dedicate al tema della fonte, così come molte canzoni popolari abruzzesi, meta di incontri, chiacchiere, ricordi e pensieri filosofici sul senso della vita.
Tuttavia De Titta si discosta fortemente dall'immaginario dannunziano dell'Abruzzo primitivo, aggressivo e vorace, rigettando l'interpretazione veristica del pescarese, ripresa da Giovanni Verga, concentrandosi di più sul cantare lo stile di vita pacato, allegro ma anche ordinario e mite della popolazione abruzzese. Il collegamento con Pascoli per De Titta si denota nel raccontare nella poesia esperienze realmente vissute, senza creazione di modelli e fantasie idilliache, la tendenza detittiana alla musicalità non viene mai adulterata da squisitezze e preziosismi, e si esprime con naturale schiettezza, cercando di rappresentare nel modo più lampante e trasparente possibile il carattere tipico abruzzese. E in ciò consiste appunto l'uso sapiente del dialetto locale, con i tocchi classicistici di sfondo ripresi da Pascoli e Carducci, nonché dalla poesia latina per la descrizione dei paesaggi.
Pier Paolo Pasolini infatti, accennando a De Titta, parlò di "pascolismo dialettale", ossia l'autore rifiutava i pregiudizi teorici contro gli sperimentalismo e le avanguardie, e ciò lo si vede dalla seconda edizione corretta delle Canzoni abruzzesi del 1923, dove De Titta sembra lanciare una sfida ai futuristi, il mondo di De Titta, nel suo vivere pacato e ordinario nelle campagne, convince di più sì nella lirica che nei drammi e nelle commedie. Ciò lo si vede anche in Terra d'Oro, dove la descrizione dei personaggi è accompagnata anche da osservazioni filosofico-esistenziali, sul tema dell'anima, e degli aspetti che ancora sono stati esplorati.
I manoscritti originali di De Titta sono conservati a Sant'Eusanio del Sangro presso la biblioteca civica nel museo della casa natale, custoditi da V. Verratti. Omaggi a De Titta sono stati fatti nel paese natale, con la musealizzazione della casa, a fianco la chiesa madre di Santa Maria Assunta, nell'intitolazione a egli della piazza principale, nello studio critico ancora oggi in atto, delle sue opere presso l'editrice Carabba di Lanciano, nell'intitolazione dell'Istituto Pedagogico Magistrale a "Cesare De Titta" presso Lanciano, e nella costruzione del Monumento ai liceali Caduti per la Patria, in occasione del 1922, quando fu riaperto il Liceo classico "Vittorio Emanuele II" a Lanciano. La lapide, che porta incisi alcuni versi di De Titta per i giovani studenti morti in guerra, è stata traslata dalla storica struttura del Corso Trento e Trieste sulla facciata del nuovo polo scolastico in Via del Mare.
La prima edizione del Canzoniere con componimenti dialettali, fu pubblicata da Carabba editore nel 1919, e la nuova edizione accresciuta nel 1923, ripubblicata in edizione critica nel 1992. Con il Canzoniere, De Titta entrò nella storia della letteratura abruzzese in maniera ufficiale, restando l'esempio più importante del vernacolare abruzzese sotto-forma di monumentale raccolta di elegie e sonetti. Per la composizione si avvalse del sub-dialetto frentano, in particolare l'idioma dell'antica Monteclum, ossia di Sant'Eusanio del Sangro, da cui proverrebbe appunto tale parlata che spazia in tutta l'area del basso Sangro, c onfine con il vastese a sud, e a nord col chietino.
La maggior parte sono componimenti a tre strofe di una quartina più doppie strofe, a rime incatenate ed endecasillabi.

### Cesare Fagiani e altri poeti
Fagiani di Lanciano (Ch) è considerato da studiosi dialettali, quali Giammarco e Giancristofaro, l'erede spirituale di Mosesto Della Porta. I suoi componimenti, insieme a quelli del quasi coetaneo Giuseppe Rosato, anche lui lancianese, rappresentano quel tono originale, scanzonato e riflessivo dell'abruzzese dell'area chietina, inserendo anche toni cupi e patriottici, come il componimento dedicato ai Martiri ottobrini, i giovani di Lanciano che il 6 ottobre 1943 si ribellarono ai tedeschi, oppure come Modesto, inserendo quadri di vita e tradizione popolare, come la festa patronale della Madonna del Ponte o il rito natalizio della Squilla.
Altri poeti vissuti a cavallo tra Otto e Novecento furono Guido Giuliante, figlio del famoso scultore Felicetto Giuliante, Alfredo Luciani, Luigi Dommarco, Ermindo Campana di Palena. A costoro seguirono il circolo Peligno capeggiato e rappresentato da Ottaviano Giannangeli, e Alessandro Dommarco.

### Musica e poesia: la Maggiolata ortonese
La Maggiolata nasce come festa canora il 3 maggio 1920 a Ortona, nel cosiddetto "lunedì del Perdono" per le feste in onore del patrono San Tommaso apostolo, col nome di "Piedigrotta Abruzzese"; nel 1921 è nota come "maggiolata", perché il festival nacque in maggio. Il 6 maggio 1929 nella conferenza presso la Sala Eden (belvedere Francescopaolo Tosti) nacque l'organigramma del festiva di maggio, per volere di Annunciata Spinelli Dommarco. Molte canzoni, che allora erano composte da Luigi Dommarco, Guido Albanese, Antonio Di Jorio, Luigi Illuminati e Cesare De Titta erano rielaborazioni di stornelli e canzonette popolari anonime già esistenti, il fine della maggiolata era dunque quello di conservare le tradizioni popolari creative da una parte, dall'altra di migliorare e rinnovare, senza troppe variazioni, queste canzoni popolari per filoni, quello della serenata, quello malinconico, quello scherzoso degli stornelli, quello celebrativo ed evocativo. La coppia Albanese-Dommarco scrisse dal 1914 al 1917 grandi successi, come Campène alligrezze - Chi scià bbindette Urtòne - Ti vuojje bene - Canzone de la guerre per ricordare gli ortonesi caduti al fronte durante la Grande guerra.
Le canzoni venivano cantate lungo il corso Vittorio Emanuele partendo da Largo Farnese, e risalendo sino a Porta Caldari, il coro seguiva un pianoforte con il maestro, trascinato da un carretto, le canzoni ottennero un immediato successo, specialmente famosa, prima della composizione nel 1922 di Vola vola vola, fu la canzone Campène alligrezze. La canzone Che scià bbindette Urtone fu cantata presso casa Dommarco, presso l'ex hotel Moderno, e riscosse subito successo; Ti vuojje bene fu composta per un ballo nella Sala Eden per il capodanno 1915. Purtroppo, specialmente per il sopravvenire della seconda guerra mondiale, che arrecò gravi danni a Ortona, il festival della Maggiolata venne abbandonato, e non più riproposto.
Fu un momento irripetibile per lanciare la cultura popolare musicale abruzzese fuori dal panorama provinciale e regionale, in quegli anni Ortona divenne il centro pulsante, insieme a Francavilla e Pescara, della tradizione abruzzese, con il favore anche di artisti già affermati, quali Michetti, Cascella, D'Annunzio, e il Tosti, che aveva già introdotto il tema della Maggiolata alla fine dell'800, rimusicando dei pezzi anonimi d'ambito popolare.
Nel vicino paese di Poggiofiorito, divenuto comune autonomo nel 1911, era nato il fisarmonicista Tommaso Coccione, emigrato in America, e tornato in Italia, divenendo il fisarmonicista per eccellenza d'Abruzzo perché favorito a Benito Mussolini; fu compositore di varie polke e mazurke abruzzesi, ancora oggi suonate. Fu il capostipite di una sorta di dinastia di musicisti abruzzesi, che ancora oggi risiede nel paese di Poggiofiorito, composta dal figlio Vincenzo Coccione, titolare di un'associazione musicale, del nipote Camillo Coccione, in rapporti con il poeta, compositore ed editore Luciano Flamminio di San Vito Chietino.
Non molto lontano, a Orsogna, si creò il gruppo della corale "La Figlia di Iorio", in ricordo di Giuditta Saraceni, la contadina che ispirò D'Annunzio e Michetti per il quadro e la tragedia omonima (il quadro michettiano del 1805, la tragedia dannunziana del 1903). La corale nacque nel 1921 per volere di Attilio Bartoletti, anche se l'esordio avvenne nel 1923. Negli anni '60 il coro fu all'avanguardia perché cercò di "modernizzare" la tradizione popolare abruzzese, ragion per cui compì varie tournée in Italia, ad esempio al festival di Caltanissetta, e poi per il mondo, esibendosi anche al Giubileo del 2000.

## Letteratura novecentesca da Silone ai contemporanei

Ignazio Silone

Nel Novecento, passato di moda il verismo, e dunque anche l'interpretazione abruzzese di matrice dannunziana, di scrivere ossia novelle di argomento popolaresco infarcite di rimandi a tradizioni locali, continuò da una parte l'attività della rivista letteraria, come "La Grande Rivista" di Teramo (si cui si ricorda il contributo della poetessa risorgimentale teramana Giannina Milli, ma anche del filologo e studioso Giacinto Pannella), prese avvio l'editoria locale, con la casa editrice Rocco Carabba di Lanciano (fondata nel 1878) da Rocco Carabba tra le più influenti della regione, insieme alla tipografia Marchionne di Chieti, e alla "De Arcangelis" di Casalbordino, che pubblicarono opere di illustri storici abruzzesi, come Nunzio Federigo Faraglia, Vincenzo Balzano, Antonio De Nino, Luigi Anelli e Giuseppe Celidonio.
Rocco Carabba lanciò la carriera di Gabriele D'Annunzio nel 1879 con Primo vere, poi pubblicò tragedie, commedie, opere poetiche e trattati di abruzzesi locali, tra cui Cesare De Titta, Gennaro Finamore e Luigi Pirandello.
Quest'ultimo nel 1904 pubblicò il saggio L'Umorismo proprio da Carabba editore, che si occupò anche di collane di storia dell'arte e di ripubblicazione di grandi classici italiani.
Cesare De Titta si occupò anche di poesia in lingua e di poesia latina, prediligendo lo studio di Catullo, ma rinnovò anche la poesia dialettale abruzzese con il suo Canzoniere dialettale - Terra d'Oro - Acqua, foco e vento, divenendo uno dei padri fondatori della moderna poesia dialettale abruzzese, con Modesto Della Porta e Alfredo Luciani.
Dall'altra parte ci furono nuovi poeti e scrittori, come Ignazio Silone, pseudonimo di Secondo Tranquilli. Prima di lui scrittori abruzzesi di spicco furono Fedele Romani, di patria teramana, del paesetto di Colledara, attivò a Firenze, il quale tuttavia ricorderà con passione e nostalgia la vita semplice del suo paese, quasi volesse apparire come un verghiano positivo; poi Giuseppe Mezzanotte, la cui opera maggio La tragedia di Senarica, ambientata in un'ipotetica città di provincia abruzzese, ispirata a Chieti, denuncia anch'essa le condizioni di alienazione delle città provinciali del nuovo Regno d'Italia, tra incertezze politiche, fenomeni reazionari di borbonismo latifondista, ed esclusione economico-sociale, poi lo studioso Cesare De Lollis, Benedetto Croce, che nel 1921 scrisse una sorta di saggio-panegirico sulla sua patria Pescasseroli, Romualdo Pantini di Vasto, Nicola Moscardelli, Ettore Moschino e Mario Pomilio.

### Ignazio Silone
Nato a Pescina nella Marsica (1900), si inserì in maniera del tutto originale nel contesto internazionale del comunismo nascente in Italia durante il regina fascista. Nelle sue opere come Fontamara (1933) e Vino e pane - 1936 (per citare le più famose) traspare sempre lo stesso tema della lotta del cafone abruzzese contro l'oppressore politico di regime, qui descritto non alla maniera dannunziana per suscitare semplicemente stupore o alla maniera di Verga tanto per dimostrare l'impossibilità e l'inutilità di combattere per un disegno di legge gerarchico della società umana. Lo stile è più pacato e asciutto, umile come i personaggi descritti nei loro gesti quotidiani e monotoni, ma proprio per questo carichi di schiettezza e vitalità. Il sentimento siloniano delle sue opere è volto tutto alla pietà cristiana, e alla speranza di una possibile redenzione delle condizioni disumane dei cafoni abruzzesi, valorizzata e resa possibile soltanto dalla speranza stessa e dalle loro azioni di ribellione quotidiana.

### La nuova poesia dialettale
Autori dialettali di grande fama del secondo dopoguerra sono l'ortonese Alessandro Dommarco, rappresentante di una moderna e raffinata poesia in vernacolo, insieme ai lancianesi Cesare Fagiani e Giuseppe Rosato, e soprattutto al "Circolo peligno" di Vittorio Clemente, Ottaviano Giannangeli, Pietro Civitareale e Vittorio Monaco i quali perseguirono il concetto di poesia dialettale riflessiva con rilevanti spunti morali.

### Scrittori contemporanei
Poi vengono Felice Del Vecchio e Gian Luigi Piccioli, il primo torna a occuparsi di un Abruzzo idilliaco con La Chiesa di Canneto (1957), mentre il Piccioli con Epistolario collettivo (1973) si concentra sulla trama del frammento, dove vengono descritte in breve e con forte taglio realista, le condizioni di miseria sociale del sud Italia. Nel romanzo Autunnale (1982) di Ugo Palanza si torna ancora una volta alla descrizione dal sapore aurale e mistico delle tradizioni abruzzesi, in un non specificato paesetto montano, dove l'autore dedica molto spazio alla figura centrale della donna. Nel 1954 è la volta della pubblicazione del romanzo L'uccello nella cupola, ambientato ancora una volta in un universo tipicamente di provincia, come Teramo, opera dell'orsognese Mario Pomilio, scrittore e saggista, considerato una delle opere rappresentative del "fuoriuscitismo" del secondo dopoguerra.